# André de Grèce
Pour les articles homonymes, voir André.
Vous lisez un « article de qualité » labellisé en 2020.
André de Grèce (en grec moderne : Ανδρέας της Ελλάδας / Andréas tis Elládas), prince de Grèce et de Danemark, est né le 2 février 1882 à Athènes, en Grèce, et mort le 3 décembre 1944 à Monte-Carlo, à Monaco. Fils du roi Georges Ier de Grèce et beau-père de la reine Élisabeth II du Royaume-Uni, c’est un militaire hellène, surtout connu pour son rôle controversé durant la guerre gréco-turque de 1919-1922.
Issu d'une dynastie d'origine étrangère, le prince André s'identifie, très jeune, comme un prince résolument grec. Après une formation militaire, sous la direction du général Panagiotis Danglis, il devient officier de cavalerie en 1901. Marié deux ans plus tard à la princesse anglo-allemande Alice de Battenberg, il a cinq enfants avec elle entre 1905 et 1921. Obligé à démissionner de l'armée après le « coup de Goudi » de 1909, le jeune homme boude ostensiblement la vie publique de son pays jusqu'au déclenchement des guerres balkaniques de 1912-1913. Réintégré dans l'armée à cette occasion, il sert sous les ordres de son frère aîné, qui devient Constantin Ier après l'assassinat de leur père en 1913. Avec la guerre, le prestige du prince grandit, tandis que sa situation financière s'améliore sensiblement grâce à l'héritage laissé par son père.
Durant la Première Guerre mondiale, André soutient la politique neutraliste de son frère, au moment où le Premier ministre Elefthérios Venizélos pousse à une intervention militaire en faveur des Alliés. Envoyé en mission diplomatique à Paris et à Londres en 1916, le prince échoue à convaincre les gouvernements de l'Entente que la Grèce n'est pas en train de basculer dans le camp des empires centraux. Considéré comme un ennemi au même titre que Constantin Ier, André est finalement poussé à l'exil par les vénizélistes en 1917. Réfugié en Suisse jusqu'en 1919, il revient dans son pays après le rappel de son frère au pouvoir. André s'engage alors dans la guerre qui oppose la Grèce à la Turquie à propos de la domination de l'Ionie. Engagé dans la bataille de la Sakarya (1921), durant laquelle l'armée hellène est écrasée par celle de Mustafa Kemal, le prince est ensuite considéré comme l'un des responsables de la défaite. Jugé pour désertion en 1922, il est condamné à la dégradation, au bannissement et à la déchéance de nationalité mais échappe à la peine de mort, contrairement aux personnalités victimes du « Procès des Six ».
Réfugié en France jusqu'à la restauration de la monarchie en 1935, André s'installe avec sa famille à Saint-Cloud, où il vit grâce à la générosité de ses belles-sœurs Nancy Stewart, Marie Bonaparte et Edwina Ashley. Il mène alors une existence oisive, durant laquelle il rédige des mémoires de médiocre qualité visant à justifier ses actions durant le conflit avec la Turquie. La vie du prince prend cependant un tour nouveau après la célébration de ses noces d'argent, en 1928. Son épouse, la princesse Alice, souffre après cette date de graves problèmes psychologiques, qui conduisent sa famille à l'interner en Suisse entre 1930 et 1933. Dans le même temps, les quatre filles du couple se marient et partent vivre en Allemagne. Dans ces conditions, André ferme la maison de Saint-Cloud et confie l'éducation de son fils Philippe, futur duc d'Édimbourg, à sa belle-mère, au Royaume-Uni. André partage ensuite sa vie entre Paris, l'Allemagne et la côte d'Azur. Hôte régulier de millionnaires à la réputation de play-boy, il s'adonne au jeu, à l'alcool et aux femmes. Il s'engage alors dans une relation extraconjugale avec l'actrice française Andrée Lafayette, connue sous le pseudonyme de « comtesse Andrée de La Bigne ».
Le retour de Georges II au pouvoir permet à André de séjourner à plusieurs reprises en Grèce entre 1936 et 1939. Libéré du jugement de 1922, le prince n'en reste pas moins une personnalité controversée à cause de ses déclarations publiques maladroites. Bloqué dans le sud de la France au moment de la Seconde Guerre mondiale, le prince se retrouve largement coupé de sa famille mais continue néanmoins à mener une vie confortable avec sa maîtresse. Il meurt d'une crise cardiaque peu après la Libération, en 1944, et sa dépouille n'est rapatriée à la nécropole royale de Tatoï que deux ans plus tard.

## Famille
Le prince André est le fils du roi Georges Ier de Grèce (1845-1913) et de son épouse la grande-duchesse Olga Constantinovna de Russie (1851-1926). Par son père, il est le petit-fils du roi Christian IX de Danemark (1818-1906), surnommé le « beau-père de l'Europe », tandis que, par sa mère, il est l’arrière-petit-fils du tsar Nicolas Ier de Russie (1796-1855).
Les 6 et 7 octobre 1903, le prince André épouse, civilement puis religieusement, à Darmstadt, en Hesse, la princesse anglo-allemande Alice de Battenberg (1885-1969), fille du prince Louis de Battenberg (1854-1921), futur marquis de Milford Haven, et de son épouse la princesse Victoria de Hesse-Darmstadt (1863-1950). Par sa mère, la princesse Alice est la petite-fille du grand-duc Louis IV de Hesse-Darmstadt (1837-1892) et l’arrière-petite-fille de la reine Victoria du Royaume-Uni (1819-1901) tandis que, par son père, elle descend en ligne morganatique du grand-duc Louis II de Hesse-Darmstadt (1777-1848).
De l'union d'André et d'Alice naissent cinq enfants :
- Marguerite de Grèce (1905-1981), princesse de Grèce et de Danemark, qui épouse le 20 avril 1931, à Langenbourg, le prince Gottfried de Hohenlohe-Langenbourg (1897-1960). D'où postérité ;
- Théodora de Grèce (1906-1969), princesse de Grèce et de Danemark, qui épouse le 17 août 1931, à Baden-Baden, le margrave Berthold de Bade (1906-1963), héritier du trône de Bade. D'où postérité ;
- Cécile de Grèce (1911-1937), princesse de Grèce et de Danemark, qui épouse le 2 février 1931, à Darmstadt, le grand-duc Georges-Donatus de Hesse-Darmstadt (1906-1937), prétendant au trône de Hesse-Darmstadt. D'où postérité éteinte en 1937 et 1939 ;
- Sophie de Grèce (1914-2001), princesse de Grèce et de Danemark, qui épouse en premières noces le prince Christophe de Hesse-Cassel (1901-1943), le 15 décembre 1930, puis, en deuxièmes noces, le prince Georges-Guillaume de Hanovre (1915-2006), le 23 avril 1946 à Salem. D'où postérité des deux unions ;
- Philippe de Grèce (1921-2021), prince de Grèce et de Danemark, qui devient Philip Mountbatten, duc d’Édimbourg, en épousant la future reine Élisabeth II du Royaume-Uni (1926-2022) le 20 novembre 1947. D'où postérité.

## Biographie

### Jeunesse

#### Enfance et éducation

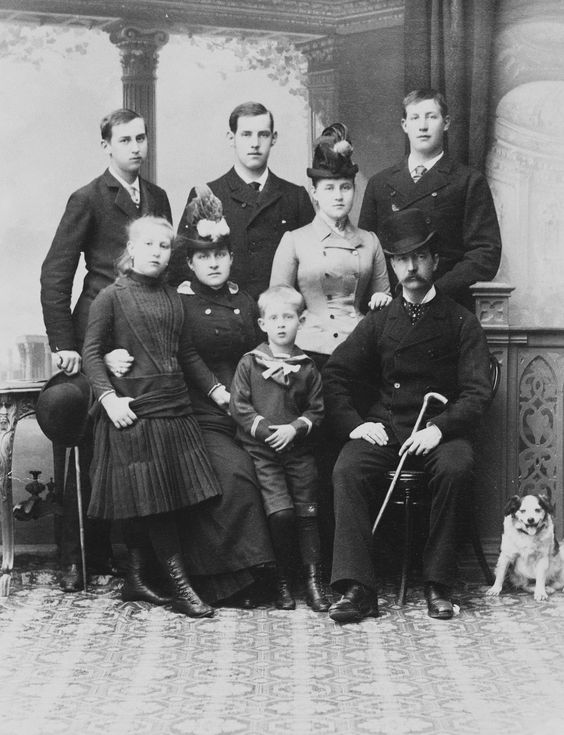
Le prince André, enfant, entouré de ses parents (la reine Olga et le roi Georges Ier), ses trois frères aînés (Nicolas, Constantin et Georges) et ses deux sœurs (Marie et Alexandra).

Quatrième fils et septième enfant du roi Georges Ier et de la reine Olga, le prince André voit le jour le 2 février 1882 au palais royal d'Athènes. Ainsi qu'il a été prévu par la constitution de 1864, l'enfant est élevé dans la religion orthodoxe grecque, qui n'est pas celle de son père, demeuré luthérien après son élection au trône. La première langue du petit garçon est l'anglais, qu'il parle avec ses parents et ses frères et sœurs. En grandissant, André affirme cependant son identité hellène en refusant d'utiliser une autre langue que le grec avec sa famille,,. Issu d'une dynastie cosmopolite, André effectue de nombreux voyages en Grèce et à l'étranger, durant sa jeunesse. Chaque année, il passe ainsi l'hiver à Athènes, le printemps en Égée ou en Ionienne (à bord du yacht royal Amphitrite) et l'été à Tatoï. Il effectue par ailleurs différents séjours au Danemark (chez son grand-père le roi Christian IX), en Russie (chez son grand-père le grand-duc Constantin Nikolaïevitch) ou en Autriche (chez son oncle le prince Ernest-Auguste de Hanovre),.
Comme ses frères et sœurs, André reçoit une éducation stricte, fondée sur l'apprentissage des langues (grec ancien et moderne, anglais, français, allemand et danois), de l'histoire, de la littérature, de la musique et du sport. Supervisée par trois tuteurs étrangers (un Prussien, le Dr. Lüders, un Français, M. Brissot, et un Britannique, Mr Dixon), sa scolarité suit un emploi du temps rigide. La journée de l'enfant commence à six heures par un bain froid. Après un premier petit déjeuner, il suit des cours de sept à neuf heures trente puis prend un second petit-déjeuner avec ses parents. Les leçons reprennent ensuite de dix heures à midi et sont suivies d'exercices physiques dans les jardins du palais. Après un déjeuner en famille, d'autres cours s'égrènent de quatorze heures à seize heures. Puis, le prince suit des exercices d'équitation et de gymnastique. Après une séance d'études et un dîner, il se couche à dix neuf heures trente. André suit ce rythme jusqu'à l'âge de quatorze ans, âge auquel il est finalement autorisé à dîner avec ses aînés avant d'aller se coucher à vingt-deux heures précises,.
Parallèlement à ce programme, le prince et ses frères reçoivent un entraînement militaire au collège des Évelpides du Pirée, où André a pour camarade le futur dictateur Théodoros Pangalos. Sous le commandement du général Panagiotis Danglis, André étudie alors l'histoire militaire, la géographie, la poliorcétique (art des fortifications) et le maniement de l'artillerie principalement,,. Sa formation terminée, le prince est promu officier de cavalerie en mai 1901,. Après ses fiançailles en 1903, André sert, par ailleurs, quelques mois en Allemagne,,. Il intègre alors le régiment de dragons hessois connu sous le nom de « dragons rouges »,.

#### Rencontre avec la princesse Alice et mariage
En juin 1902, le prince André accompagne le diadoque Constantin et son épouse, la princesse royale Sophie de Prusse, à Londres à l'occasion du couronnement de leur oncle, le roi Édouard VII du Royaume-Uni. Le jeune homme fait alors la connaissance d'une petite-nièce du monarque, Alice de Battenberg,. Issue d'une branche morganatique de la maison de Hesse, la princesse est la fille de Louis de Battenberg, amiral dans la Royal Navy, et de son épouse Victoria de Hesse-Darmstadt,. Ses origines sont donc relativement modestes, côté paternel, mais beaucoup plus prestigieuses, côté maternel. Alice est en effet une descendante de la reine Victoria du Royaume-Uni, surnommée la « grand-mère de l'Europe »,. Elle est aussi la nièce du grand-duc Ernest-Louis de Hesse-Darmstadt, de la tsarine Alexandra Feodorovna de Russie, de la grande duchesse Élisabeth Feodorovna de Russie et de la princesse Irène de Prusse.

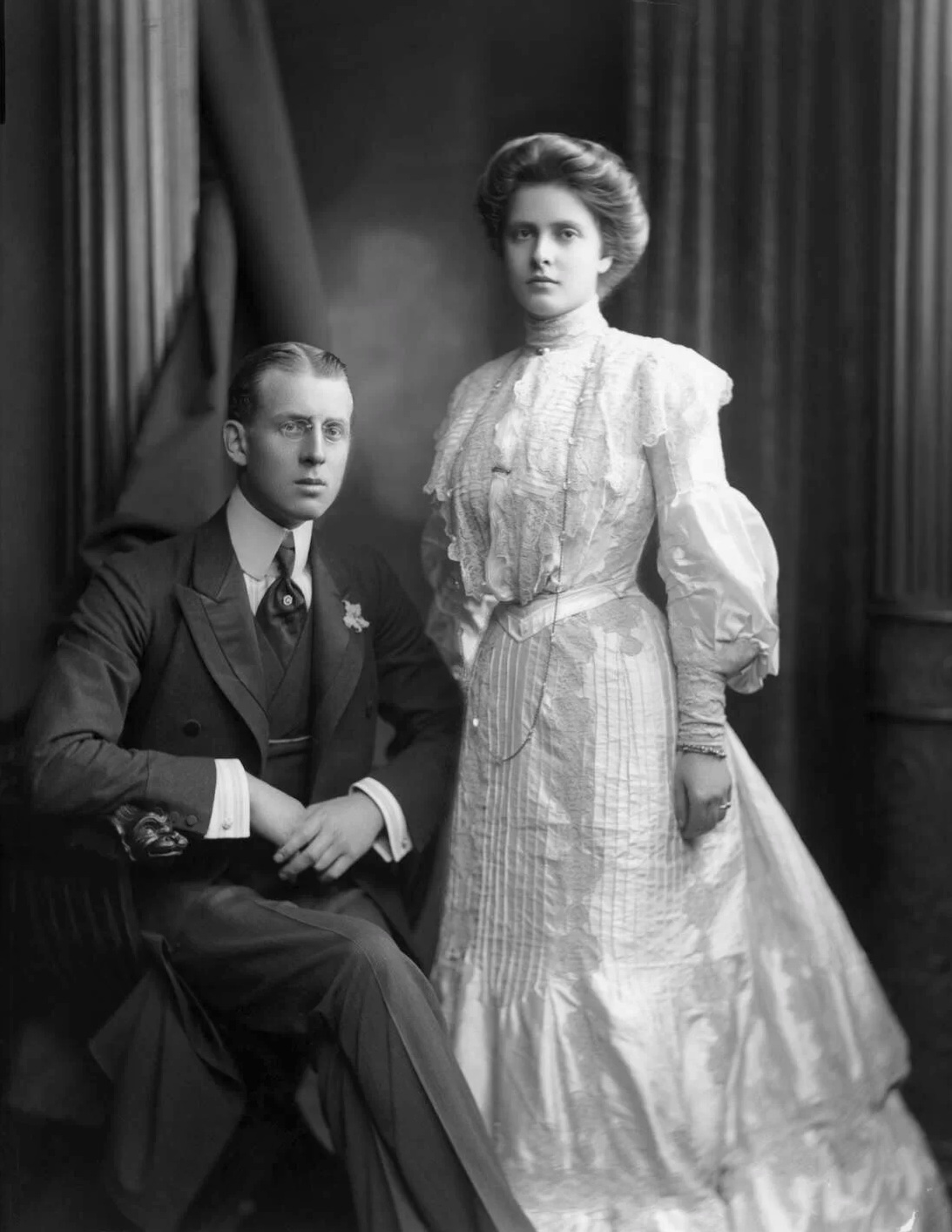
André et son épouse Alice (1903).

À l'époque de sa rencontre avec Alice, André a tout juste 20 ans. Réputé séduisant, c'est un jeune homme grand, mince et élégant, qui bénéficie du charme attribué aux militaires,,. Souffrant de problèmes de vue, il porte de petites lunettes, remplacées plus tard par un monocle, considéré comme un signe de raffinement, dans son milieu,. De son côté, Alice a 17 ans et elle possède, depuis l'enfance, la réputation d'être une belle jeune fille,. Frappée de surdité congénitale,, elle lit parfaitement sur les lèvres et se montre capable de comprendre des conversations prononcées dans plusieurs langues,. Très rapidement, les deux jeunes gens tombent amoureux et, chose rare dans le monde des familles royales, leur idylle n'est pas le fruit d'un projet parental. Alice se montre ainsi fascinée par André, en qui elle retrouve « l'image d'un dieu grec »,. Dans ces conditions, et malgré les réticences des Battenberg qui jugent leur fille encore trop jeune pour le mariage, André et Alice se fiancent, en privé, au cours du mois qu'ils passent ensemble à Londres,.
Les cérémonies du sacre ayant été repoussées à cause des problèmes de santé d'Édouard VII, les deux jeunes gens se séparent début juillet. Ils se revoient cependant en août, lorsque le couronnement est finalement organisé. Quelques jours après leurs retrouvailles, ils se quittent à nouveau : Alice repart en effet avec sa famille à Darmstadt tandis qu'André rejoint son régiment en Grèce. S'ensuit une période de dix mois d'éloignement, durant laquelle le jeune couple s'écrit plusieurs fois par semaine. André rejoint finalement Alice en Angleterre en mai 1903 et leurs fiançailles sont, cette fois, annoncées officiellement à Londres le 10 mai. En attendant son mariage, fixé au 7 octobre, André est autorisé par son père à servir dans l'armée hessoise pour se rapprocher de sa fiancée. Il se rend ainsi à Darmstadt le 19 juin, mais le jeune couple ne se revoit qu'à l'occasion des rares permissions du prince.
Les épousailles d'André et d'Alice se déroulent dans la capitale du grand-duché de Hesse. Elles réunissent de nombreuses personnalités du gotha, venues d'Allemagne, de Russie, de Grande-Bretagne et de Grèce,,. Âgés respectivement de 21 et 18 ans, André et Alice s'unissent au cours d'une cérémonie civile (le 6 octobre) et de deux cérémonies religieuses (le lendemain), la première protestante, à l'église du Vieux Palais, et la seconde orthodoxe, à la chapelle russe de Mathildenhöhe,,. Après une brève lune de miel en Hesse, le couple s'installe dans les appartements des Battenberg au Vieux Palais et André reprend, pendant quelques mois, son service dans l'armée hessoise.

#### Entre vie familiale et fonctions officielles
Après un voyage à bord de l'Amphitrite, André et Alice arrivent dans le royaume hellène en compagnie de la princesse Marie de Grèce et de son époux, le grand-duc Georges Mikhaïlovitch de Russie, le 6 janvier 1904. Accueilli au Pirée par le roi Georges Ier et la reine Olga, le couple princier est alors invité à un Te deum à la cathédrale d'Athènes, suivi de festivités populaires. André et Alice s'installent ensuite auprès des souverains et du prince Christophe, au sein du palais royal d'Athènes. Ils séjournent, par ailleurs, régulièrement à Tatoï, où la famille royale possède un vaste domaine, sur lequel André fait bâtir sa propre maison en 1907. Très proche de ses parents et de sa fratrie, André mène, avec sa femme, une vie relativement simple à Athènes. Quand il n'est pas en service, il effectue de longues promenades à cheval jusqu'à Phalère avec Alice et son aide de camp, Menelaos Metaxas,. Mari attentionné, il a bientôt la joie de voir son épouse donner le jour à deux filles, les princesses Marguerite (née en avril 1905) et Théodora (née en mai 1906).
Servant dans la cavalerie hellène, André est nommé, de l'automne 1905 au printemps 1906, commandant de la garnison de Larissa. Chargé d'entraîner les nouvelles recrues de la région, essentiellement composées de rudes paysans venus de la montagne,, le prince profite de son temps libre pour explorer la Thessalie avec Alice ou s'occuper de ses chiens, qu'il traite comme des enfants. À l'automne 1907, André participe à des manœuvres militaires aux côtés du diadoque Constantin et du prince Christophe.
Parallèlement à ses activités dans l'armée, André séjourne régulièrement à l'étranger avec son épouse, pour y représenter la couronne hellène ou rendre visite à sa nombreuse parentèle. À l'été 1904, le couple voyage ainsi en Grande-Bretagne et en Hesse pour y retrouver les parents d'Alice. À l'été 1905, le prince et la princesse retournent en Hesse, avant de gagner le Danemark, où ils séjournent auprès du vieux roi Christian IX, grand-père d'André. En mai 1906, le prince se rend seul à Madrid pour assister au mariage du roi Alphonse XIII d'Espagne avec la princesse Victoire-Eugénie de Battenberg, cousine de son épouse,. À l'été 1907, le couple princier est invité à Londres à l'occasion de festivités organisées par le roi Édouard VII et la reine Alexandra. Enfin, d'avril à août 1908, André et Alice séjournent en Russie à l'occasion du mariage de la grande-duchesse Marie Pavlovna de Russie, nièce d'André, avec le prince Guillaume de Suède. Ils gagnent ensuite la Suède et le Danemark, avant de revenir en Russie et de rentrer en Grèce en passant par Constantinople, où le sultan Abdülhamid II refuse de les recevoir, en dépit des sollicitations de leur gouvernement,.

### Du coup de Goudi aux guerres balkaniques

#### Le coup de Goudi et ses conséquences

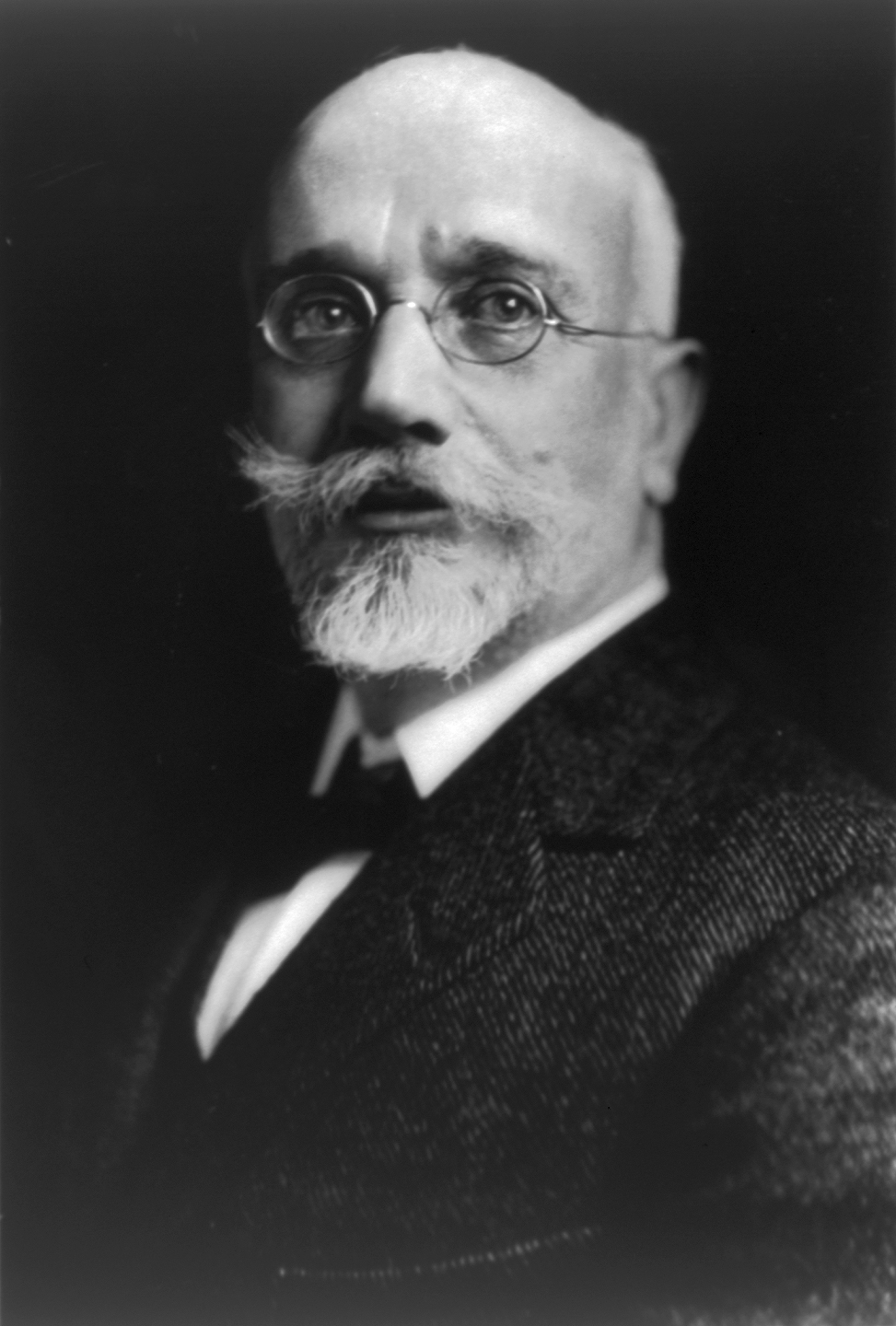
Le Premier ministre Elefthérios Venizélos (1919).

L'engagement d'André et de ses frères au sein des forces armées hellènes ne les empêche pas d'être régulièrement la cible de la presse grecque, qui voit en eux un fardeau financier pour le royaume, alors qu'ils ne reçoivent pas de dotation particulière de la part de l'État,. En plus de ces critiques, les fils du roi Georges Ier sont confrontés à la jalousie d'une partie du monde militaire, qui les accuse de monopoliser indûment des fonctions dans l'armée,. Les attaques contre les princes atteignent leur paroxysme en août 1909, moment où un groupe d'officiers, unis au sein de la « Ligue militaire », organise le « coup de Goudi » contre le gouvernement de Dimitrios Rallis,. Les pressions contre la couronne sont alors si fortes que les fils du roi des Hellènes se résignent, le 1er septembre, à démissionner de leurs fonctions afin d'épargner à leur père la honte de devoir les démettre,. Quelques mois plus tard, l'homme politique crétois Elefthérios Venizélos prend la tête du gouvernement, au grand dam d'André qui n'a aucune confiance en lui.
Totalement désœuvré après son retrait de l'armée, le prince se retire de la vie publique pour ne pas avoir à apparaître en habits civils lors des cérémonies officielles. En dépit de la fuite à l'étranger de son frère aîné, le diadoque Constantin, André se résout à rester en Grèce et annule un séjour à Berlin. À partir de novembre 1909, le prince et son épouse finissent même par accepter de participer, en compagnie d'autres membres de la dynastie, à des réceptions organisées par les légations étrangères. L'incendie et le pillage du palais royal d'Athènes, le 6 janvier 1910, contraignent toutefois la famille royale à rester éloignée de la capitale. En avril 1910, André et sa parentèle se rendent ainsi à Corfou, où ils reçoivent la visite de la reine Alexandra du Royaume-Uni, sœur de Georges Ier. En mai, André, Alice et leurs deux filles gagnent finalement la Grande-Bretagne, où ils retrouvent les Battenberg. Conscient de la précarité de sa situation, le prince hellène envisage alors de s'installer définitivement à l'étranger avec sa famille. Il retourne pourtant à Athènes en août, non sans avoir séjourné auparavant à Paris et à Darmstadt.
Depuis son arrivée au pouvoir, Elefthérios Venizélos tente de convaincre le roi Georges Ier et sa famille de passer plus de temps dans la capitale afin de renouer avec l'opinion publique. Le souverain et ses proches obtempèrent et s'efforcent de participer davantage à la vie sociale de leur pays. Cependant, André et ses frères continuent à refuser de paraître aux cérémonies officielles en habits civils. En avril 1911, le roi et la princesse royale Sophie sont ainsi les seuls membres de la dynastie à participer aux commémorations de la guerre d'indépendance. De fait, c'est seulement à l'automne 1911 qu'André et ses frères acceptent de ravaler leur orgueil en paraissant à un bal d'officiers de marine organisé dans la capitale. Les princes grecs continuent, par ailleurs, à effectuer de fréquents séjours à l'étranger. Après la naissance de leur troisième fille, Cécile, en juin 1911, André et son épouse partent ainsi plusieurs mois en Allemagne et en Italie.

#### Les guerres balkaniques et l'assassinat de GeorgesIer
Durant l'été 1912, la Grèce se rapproche des autres royaumes balkaniques (Serbie, Monténégro et Bulgarie) pour former une alliance contre l'Empire ottoman. Les mois passant, un conflit semble de plus en plus inévitable et André se présente, le 2 octobre, au ministère de la guerre pour demander sa réintégration dans les forces armées. Confronté à la requête du prince, qui se déclare prêt à combattre comme simple soldat si c'est la condition qui lui est imposée pour servir son pays, Elefthérios Venizélos promet de rendre à André et ses frères leurs fonctions militaires. Le diadoque, qui avait déjà été nommé inspecteur-général en juin 1911, est alors promu commandant-en-chef des forces grecques. Quelques jours plus tard, le 21 octobre, ses frères sont à leur tour réintégrés officiellement dans l'armée et André est nommé lieutenant-colonel dans le troisième régiment de cavalerie hellène,,.

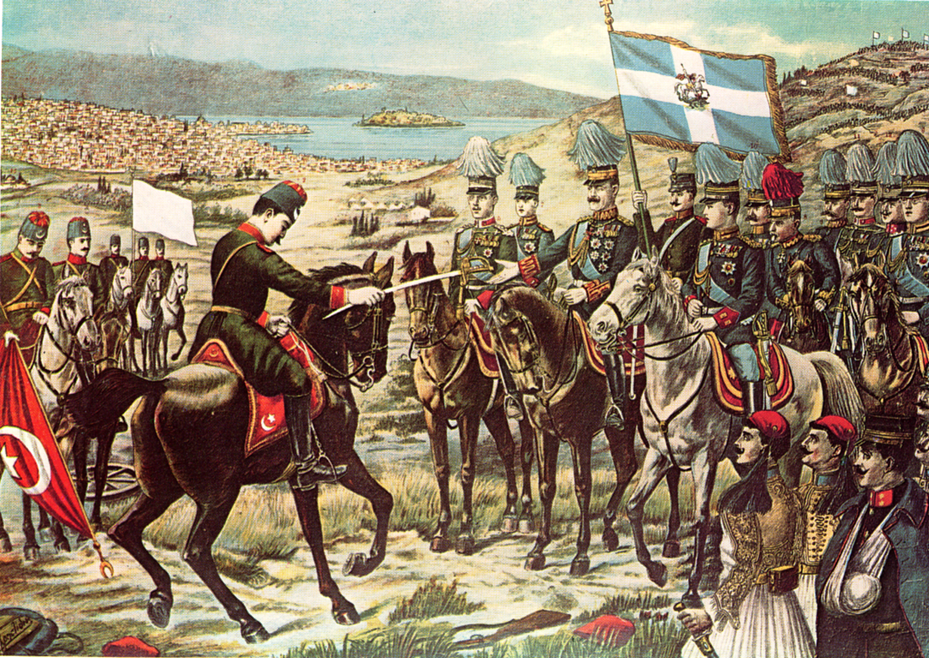
La reddition des Ottomans devant Ioannina (mars 1913). André est à cheval, à la droite de Constantin.

Dès le 20 octobre, les princes partent en direction de Larissa, ville alors située sur la frontière avec l'Empire ottoman,. Attaché à l'état-major du diadoque, André retrouve périodiquement Alice, qui organise des hôpitaux de campagne dans les régions nouvellement occupées. Le prince n'évite cependant pas les combats. Il participe, au contraire, activement aux batailles qui aboutissent à la conquête de la Macédoine et de l'Épire, ce qui lui vaut d'être promu colonel. André se trouve ainsi au côté du diadoque lors de la prise de Thessalonique, le 9 novembre 1912,,. Par la suite, il participe également à la conquête de Ioannina, le 6 mars 1913,.
Pour la famille royale, la joie liée aux victoires de l'armée hellène est toutefois assombrie par un événement tragique. Le 18 mars, un déséquilibré grec du nom d'Alexandros Schinas assassine le roi Georges Ier alors qu'il effectue une promenade près de la Tour blanche de Thessalonique,,. Dans un premier temps, l'attentat accentue les tensions avec la Bulgarie, rivale de la Grèce en Macédoine. Cependant, le décès du souverain contribue finalement à légitimer la domination grecque sur Thessalonique, consacrée par le traité de Londres de mai 1913. Sur un tout autre plan, la mort du monarque permet d'améliorer sensiblement la situation financière du prince André et de sa famille. Dans son testament, Georges Ier lègue en effet à son fils le palais de Mon Repos, situé à Corfou, ainsi qu'une somme de 4 000 livres sterling,.
Un mois après la signature du traité de paix avec l'Empire ottoman, un nouveau conflit éclate entre les anciens alliés. Insatisfaite du sort qui lui a été réservé, la Bulgarie attaque, par surprise, la Serbie et la Grèce dans la nuit du 29 au 30 juin 1913. André reprend alors les armes au côté de son frère, ce qui le conduit notamment à participer à la bataille de Kilkis. Après un mois de combats, Sofia est vaincue et la Grèce poursuit son expansion dans les Balkans. En dépit des victoires qui se sont succédé, les guerres balkaniques ont aussi été l'occasion de fractures au sein de la famille royale. De fait, pendant le premier conflit, une violente querelle a opposé la princesse royale Sophie à Alice à propos de la gestion des hôpitaux de campagne. André s'est alors montré d'autant plus choqué par le sort réservé à son épouse, que le diadoque l'a également accusée publiquement d'outrepasser ses fonctions.

#### Vers un nouveau conflit avec l'Empire ottoman?

Les conquêtes grecques entre 1832 et 1947. Les territoires annexés après les guerres balkaniques sont en vert.

La paix revenue, André, sa femme et leurs filles repartent en voyage à l'étranger en août 1913. Après un passage en Allemagne, ils séjournent au Royaume-Uni, chez les parents d'Alice. Missionné par Constantin Ier, André est alors reçu en audience par le roi George V, à qui il rend les décorations anglaises de son père. Par la suite, le couple princier assiste aux noces du prince Arthur de Connaught et de la duchesse de Fife. André profite également de ce voyage pour renouveler sa garde-robe et faire exécuter son portrait par le peintre Philip de Laszlo. Malgré tout, le prince n'est pas tranquille car il est persuadé qu'un nouveau conflit avec l'Empire ottoman pourrait éclater à tout moment.
Rentré en Grèce le 17 novembre 1913, André reprend ses fonctions auprès du troisième régiment de cavalerie. En janvier 1914, il est également nommé commandant de l'École de cavalerie d'Athènes. Dans les mêmes moments, la princesse Alice tombe une nouvelle fois enceinte. À la grande déception de sa famille, qui espérait la venue au monde d'un garçon, elle accouche, à Mon Repos, d'une quatrième petite fille, la princesse Sophie, le 26 juin 1914,. Peu après la naissance, les tensions entre la Grèce et l'Empire ottoman se ravivent en mer Égée. Or, le royaume hellène se retrouve isolé sur la scène internationale, la Serbie ayant fait connaître son refus de l'assister en cas de nouvelle guerre, et cela en dépit de la signature d'un traité de protection mutuelle en 1913. C'est cependant l'assassinat de l'archiduc François-Ferdinand d'Autriche et de son épouse à Sarajevo, le 28 juin 1914, qui concentre bientôt l'attention de la famille royale et du gouvernement,.

### La Première Guerre mondiale

#### Une Grèce neutre face à la Première Guerre mondiale
Lorsque éclate la Première Guerre mondiale, le 28 juillet 1914, le roi Constantin Ier prend la décision de maintenir son pays à l'écart des combats. Contrairement au Premier ministre Elefthérios Venizélos, qui voudrait entrer en guerre au côté de l'Entente, le souverain est en effet convaincu que son pays a été trop éprouvé par les guerres balkaniques pour résister aux puissances centrales,. Cette différence de vue aboutit au renvoi du Premier ministre, après que celui-ci a autorisé les Alliés à débarquer à Thessalonique afin de porter secours à l'armée serbe en déroute (octobre 1915),. C'est le début du Schisme national, qui atteint son paroxysme lorsque Venizélos forme son propre gouvernement, rival de celui du souverain, en Macédoine (septembre 1916),.

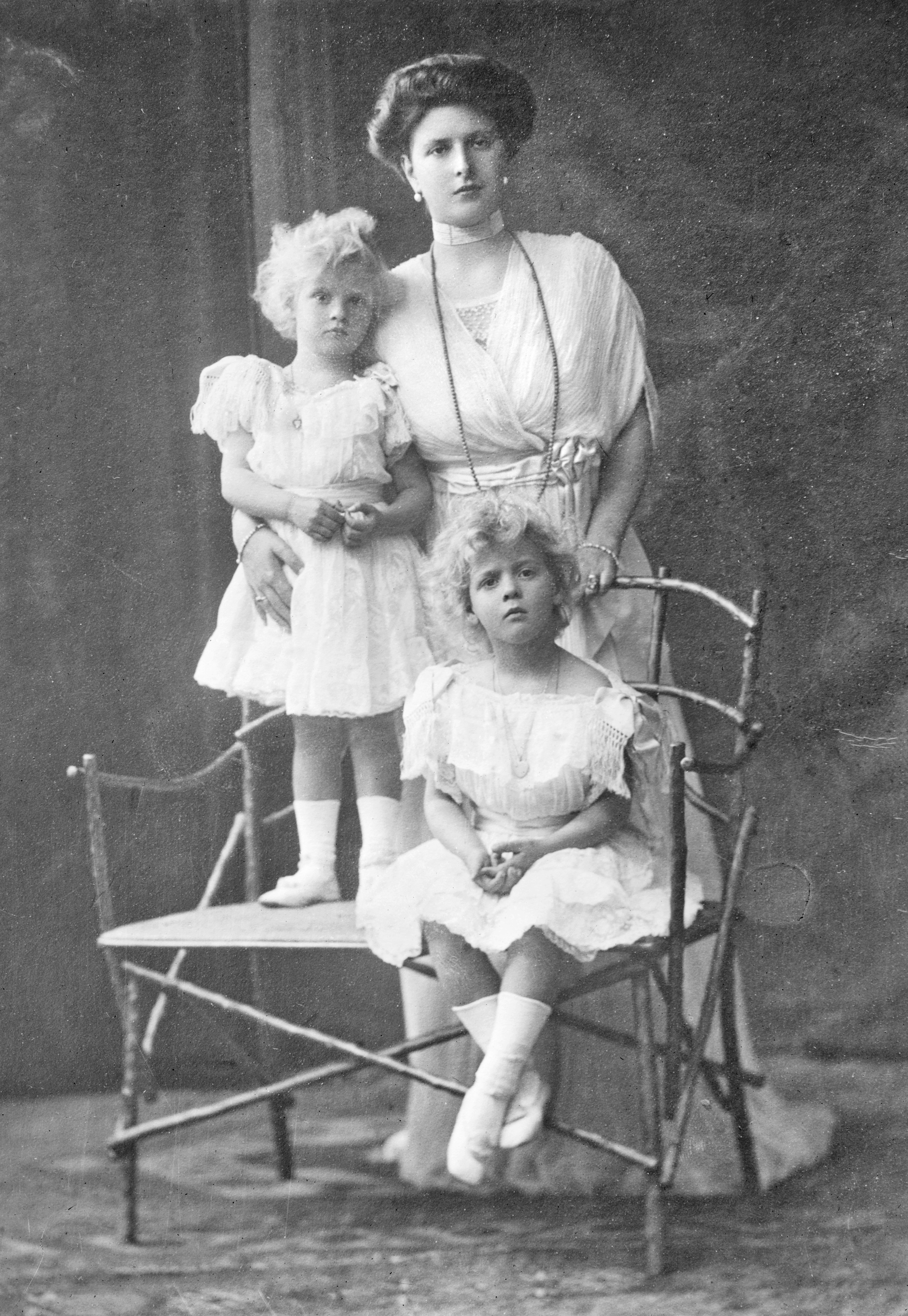
La princesse Alice et ses deux aînées, Marguerite et Théodora (v. 1912).

Peu avant ces événements, en septembre 1915, André est envoyé stationner à Thessalonique avec son régiment de cavalerie,,. Dans la cité, la situation se complique après l'installation des troupes alliées. Le prince manque ainsi, un jour, d'être tué dans l'explosion d'une bombe. Surtout, il redoute une attaque allemande sur la Macédoine, qu'il juge insuffisamment protégée. En dépit du danger, Alice réside plusieurs semaines avec son époux dans la ville occupée et le couple y passe Noël 1915 sans ses filles. La princesse profite de ce séjour pour rencontrer l'état-major britannique et tenter de le convaincre que Constantin Ier n'est pas mu par un sentiment pro-allemand mais qu'il cherche simplement à protéger son pays. En juillet 1916, André se voit confier une mission diplomatique par son frère. Envoyé au Royaume-Uni et en France avec son aide de camp, le prince est chargé par Constantin Ier de rassurer les Alliés à propos de la neutralité grecque. Cependant, ce voyage, qui s'étend sur deux mois, est un échec et André retrouve finalement son régiment avec soulagement,,,.
Les mois passant, la situation se complique encore davantage en Grèce. Le 1er décembre 1916, des troupes alliées placées sous les ordres de Louis Dartige du Fournet débarquent à Athènes pour réclamer des armes au gouvernement hellène. En réaction, des forces loyalistes se soulèvent et tirent sur les soldats étrangers. Surpris par cette embuscade, l'amiral français fait alors bombarder Athènes,. Présente dans la capitale au moment de ces événements, Alice abandonne ses activités caritatives pour retrouver ses filles au palais royal et se réfugier, avec elles, dans les caves du bâtiment,. Les Alliés finissent par se retirer mais un blocus est ensuite imposé à la Grèce. Dans ces conditions, la disette s'installe dans capitale et la reine Sophie et ses belles-sœurs doivent organiser des soupes populaires pour nourrir les enfants affamés,.
La révolution russe de février 1917 et la déposition du tsar Nicolas II privent Constantin Ier de son seul appui parmi les puissances de l'Entente. Finalement, le 10 juin 1917, le haut-commissaire Charles Jonnart exige l'abdication du roi et son remplacement par un autre prince que le diadoque, considéré comme trop germanophile. Sous la menace d'un nouveau débarquement, le roi des Hellènes abandonne donc le pouvoir en faveur de son deuxième fils, le prince Alexandre,. Dans la famille d'Alice, le choix du jeune homme déçoit : le prince Louis de Battenberg aurait en effet aimé voir son gendre et sa fille monter sur le trône en remplacement de Constantin Ier. Quoi qu'il en soit, André, son épouse et leurs filles se montrent très affectés par le sort réservé au monarque et à ses proches. Avec les autres membres de la dynastie, ils entourent le couple royal jusqu'à son départ en exil, le 14 juin,.

#### L'exil suisse et le règne d'AlexandreIer
Lorsque Constantin Ier est chassé de Grèce par les Alliés et les vénizélistes, ses frères Nicolas, André et Christophe sont d'abord autorisés à rester dans le pays avec leurs familles respectives. Nicolas et Christophe sont cependant rapidement invités à quitter la capitale, par crainte qu'ils n'exercent une influence néfaste sur Alexandre Ier. Particulièrement honni des vénizélistes, qui voient en lui le « mauvais génie de la monarchie », Nicolas finit par s'exiler à son tour en Suisse avec ses proches, le 4 juillet 1917,. Il est alors accompagné par Christophe, qui ne peut retrouver sa fiancée américaine, Nancy Stewart, à Londres, faute de laisser-passer du Royaume-Uni,. Protégé par les origines britanniques d'Alice et par le respect que lui témoigne Elefthérios Venizélos, André est d'abord autorisé à rester à Athènes avec sa famille. Il est finalement obligé d'abandonner à son tour le pays une quinzaine de jours après ses frères. Le nouveau régime cherche, en effet, à couper tout lien entre le jeune roi et sa parentèle,,.

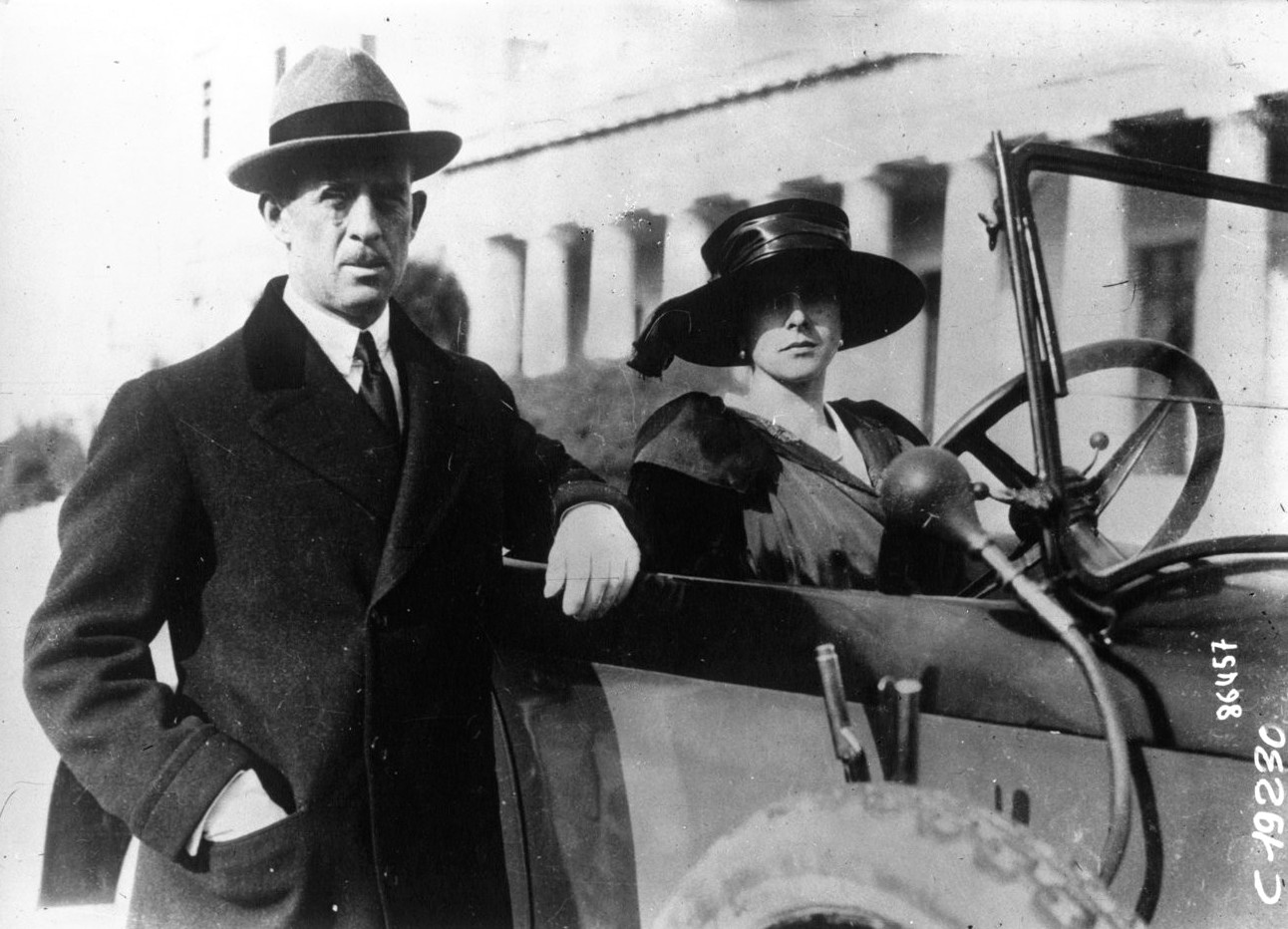
André et Alice en 1921.

Avant de partir en exil, André réussit au moins à rassembler un peu d'argent. Avec l'aide de Menelaos Metaxas, il parvient ainsi à vendre ses automobiles, ce qui lui assure une certaine sécurité financière. Arrivés en Suisse, le prince et sa famille résident dans un hôtel de Saint-Moritz,,, avant de s'établir à Lucerne. En septembre, Alice obtient l'autorisation de se rendre en Grande-Bretagne pour y retrouver ses parents, qu'elle n'a pas vus depuis le début de la Première Guerre mondiale. De son côté, André tient compagnie à Constantin Ier, qui traverse une grave période de dépression. Le prince suit, par ailleurs, attentivement les nouvelles de Russie, où nombre de ses parents se retrouvent prisonniers des révolutionnaires. Sa mère, la reine douairière Olga, est ainsi bloquée plusieurs mois à Pavlovsk et ne parvient à gagner la Suisse que début 1919,. Beaucoup d'autres Romanov sont cependant moins chanceux que la souveraine. Parmi les nombreux membres de la famille impériale victimes de la répression bolchevik, figurent notamment les deux beaux-frères russes d'André (les grands-ducs Paul Alexandrovitch et Georges Mikhaïlovitch), un de ses oncles maternels (le grand-duc Dimitri Constantinovitch) et deux tantes maternelles d'Alice (la tsarine Alexandra et la grande-duchesse Élisabeth),.
Las de sa condition d'exilé, André sollicite, sans succès, en 1919, l'autorisation de revenir vivre, avec son épouse et ses filles, au palais de Mon Repos, à Corfou. Épié par les diplomates alliés, qui continuent à voir en Constantin Ier et ses proches des agents de l'Allemagne, André réussit, malgré tout, à partir en voyage à Rome avec son frère Christophe, en septembre 1920. Les deux princes sont alors soupçonnés de comploter pour renverser Venizélos. Un mois plus tard, un autre drame vient cependant renverser la situation de la famille royale. Le 2 octobre 1920, le roi Alexandre Ier de Grèce est mordu par un singe domestique à Tatoï. Mal soigné, il développe bientôt une septicémie, qui l'emporte le 25 octobre sans qu'aucun membre de la dynastie ne soit autorisé à se rendre à ses côtés,. La mort du jeune roi provoque une violente crise institutionnelle en Grèce. Déjà englué dans une guerre contre la Turquie, Elefthérios Venizélos perd les élections législatives de novembre 1920. Vaincu, l'homme politique crétois choisit de partir en exil tandis qu'un référendum aboutit à la restauration de Constantin Ier.

### De la restauration de ConstantinIerà la proclamation de la République

#### Du retour à Athènes à la guerre gréco-turque
André et son frère Christophe sont les premiers membres de la dynastie à rentrer en Grèce après le référendum. Arrivés à Corfou le 22 novembre 1920, les deux frères y reçoivent un accueil enthousiaste. De là, ils se rendent à Athènes, où ils arrivent le lendemain. Cette fois encore, ils sont reçus avec ferveur par la population. Portés d'épaules en épaules depuis le port de Phalère jusqu'à la place Syntagma, ils sont longuement acclamés par la foule et André doit faire un discours depuis le balcon du palais royal,. Rejoint par son épouse et ses filles quelques jours plus tard, le prince assiste finalement au retour triomphal de Constantin Ier et de Sophie de Prusse le 19 décembre,. Après ces événements, André et les siens s'installent à Mon Repos, où Alice ne tarde pas à découvrir qu'elle est à nouveau enceinte.

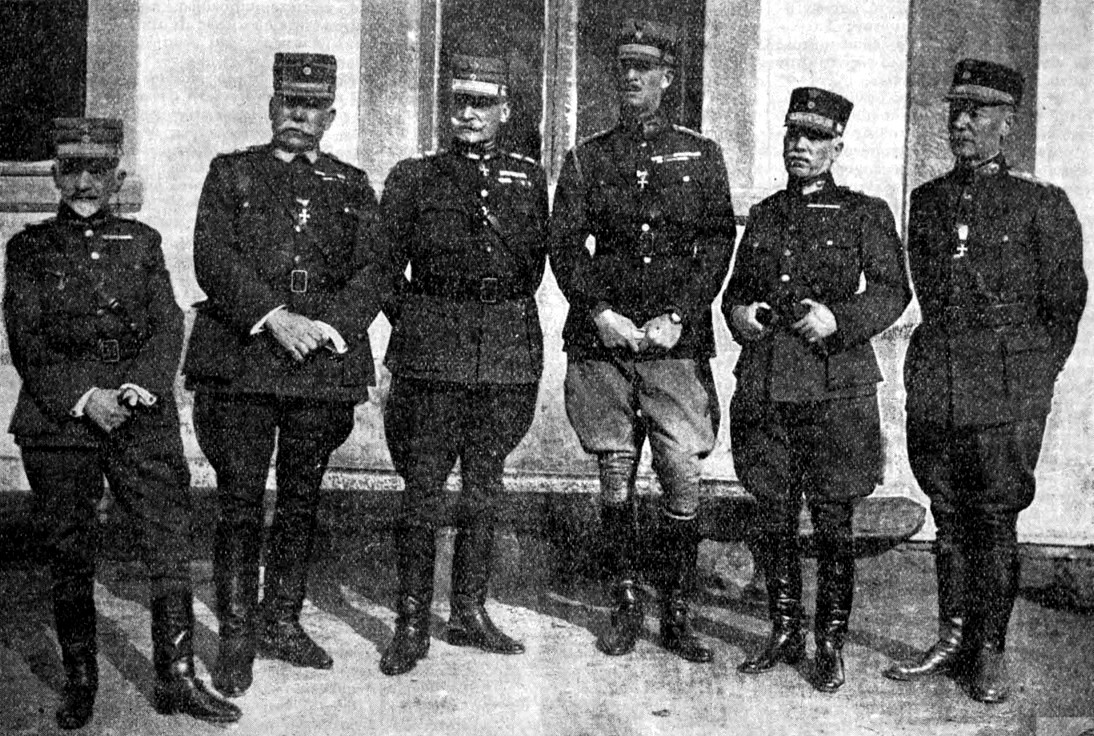
L'état-major grec à Smyrne. De gauche à droite : Andreas Bairas, Alexandros Kontoulis, Anastasios Papoulas, le prince André, Alexandros Momferatos et Georgios Polymenakos (septembre 1921).

Dès son retour à Athènes, André est réintégré dans l'armée et promu major-général dans la cavalerie,. Victime des préjugés de la hiérarchie militaire vis-à-vis des officiers royalistes limogés en 1917, il ne reçoit cependant aucun commandement avant plusieurs mois. Pourtant, la Grèce est alors en guerre contre la Turquie et les pourparlers de paix organisés à Londres en février-mars 1921 ne parviennent pas à y mettre un terme. Après cet échec, les hostilités avec la Turquie s'intensifient et le prince demande à l'état-major d'être mobilisé, ce qui lui est d'abord refusé. Les choses changent en juin 1921. Alors que son épouse est sur le point d'accoucher d'un petit garçon, prénommé Philippe, le prince reçoit le commandement de la 13e Division et du IIe Corps d'Armée, en Thrace,.
Placé à la tête de soldats mal entraînés et peu disciplinés, originaires des provinces nouvellement réunies à la Grèce,, André est bientôt engagé dans la bataille d'Eskişehir, qui se termine, fin juillet, par une victoire à la Pyrrhus pour les forces hellènes,. Promu lieutenant-général, le prince reçoit l'ordre du général Papoulas d'avancer en Anatolie avec ses troupes,. Il est ensuite engagé dans la bataille de la Sakarya, durant laquelle les Grecs sont écrasés par l'armée de Mustafa Kemal. En désaccord avec l'état-major, qu'il juge incompétent,, André agit de sa propre initiative au lieu d'obéir aux ordres,,. Blâmé pour son attitude,, il donne sa démission, qui lui est refusée à deux occasions. Ayant finalement obtenu une permission, le prince quitte le front trois jours avant le dénouement de la bataille, le 10 septembre 1921, ce qui lui vaut d'être accusé de désertion par ses ennemis,,. Déjà très controversé à cause de son attitude sur le front, André aggrave sa situation en tenant des propos violemment anti-vénizélistes à l'occasion d'une interview réalisée auprès d'Il Giornale d'Italia, fin octobre 1921, ce qui lui aliène encore plus la presse hellène.
Après un bref retour à Smyrne, où il s'oppose une nouvelle fois au général Papoulas, André sollicite, en décembre 1921, le commandement du Ve Corps d'Armée, basé en Épire,. Il s'installe alors pour quelques mois à Ioannina, où Alice lui rend plusieurs fois visite,,. En dépit de ces nouvelles fonctions, le prince effectue un bref séjour à Athènes, où il subit un traitement contre la parodontite, et retourne aussi quelque temps à Corfou, où il passe les fêtes de Pâques 1922. Contrairement à son épouse et à ses filles, André ne se rend, par contre, pas au Royaume-Uni pour assister au mariage de son beau-frère, Lord Louis Mountbatten, avec Edwina Ashley, en juillet 1922. De fait, depuis la bataille de la Sakarya, la Grèce subit défaite après défaite en Asie mineure et André observe les événements avec inquiétude. Dès janvier 1922, il écrit ainsi au futur dictateur Ioannis Metaxas que la Grèce doit impérativement se retirer d'Anatolie, sous peine d'y être confrontée à un désastre sans précédent.

#### L'abdication de ConstantinIeret le procès des Six
La situation militaire ne cessant de s'aggraver en Anatolie, André rejoint le roi à Athènes durant l'été 1922, ce qui lui vaut d'être à nouveau accusé de négliger son commandement. Or, l'afflux, dans la capitale, de soldats blessés venus d'Asie mineure profite à l'opposition vénizéliste, qui accuse la famille royale d'être responsable du désastre qui se joue face à la Turquie. Dans ces conditions, André conseille à Constantin Ier de transmettre le pouvoir au diadoque Georges, ce qui l'oppose au prince Nicolas, qui refuse toute idée d'abdication de son aîné. C'est finalement le soulèvement d'un groupe d'officiers hellènes (commandés par Nikolaos Plastiras et Stylianos Gonatas), le 11 septembre 1922, qui pousse le souverain à renoncer au trône en faveur de son fils, le 27 septembre suivant,. Entre-temps, l'armée grecque a été définitivement chassée d'Asie mineure et la ville de Smyrne, où vivait une importante communauté chrétienne, a été incendiée et vidée de ses populations grecque et arménienne,.
Alors que Constantin Ier et les siens quittent la Grèce en compagnie du prince Nicolas et de sa famille, le 30 septembre, André et Alice font le choix de rester dans le pays avec leurs enfants. Ayant reçu l'assurance du gouvernement révolutionnaire qu'ils ne seraient pas inquiétés, ils quittent la capitale pour leur résidence corfiote. Le couple et sa progéniture y subissent cependant une étroite surveillance de la part des nouvelles autorités,,.

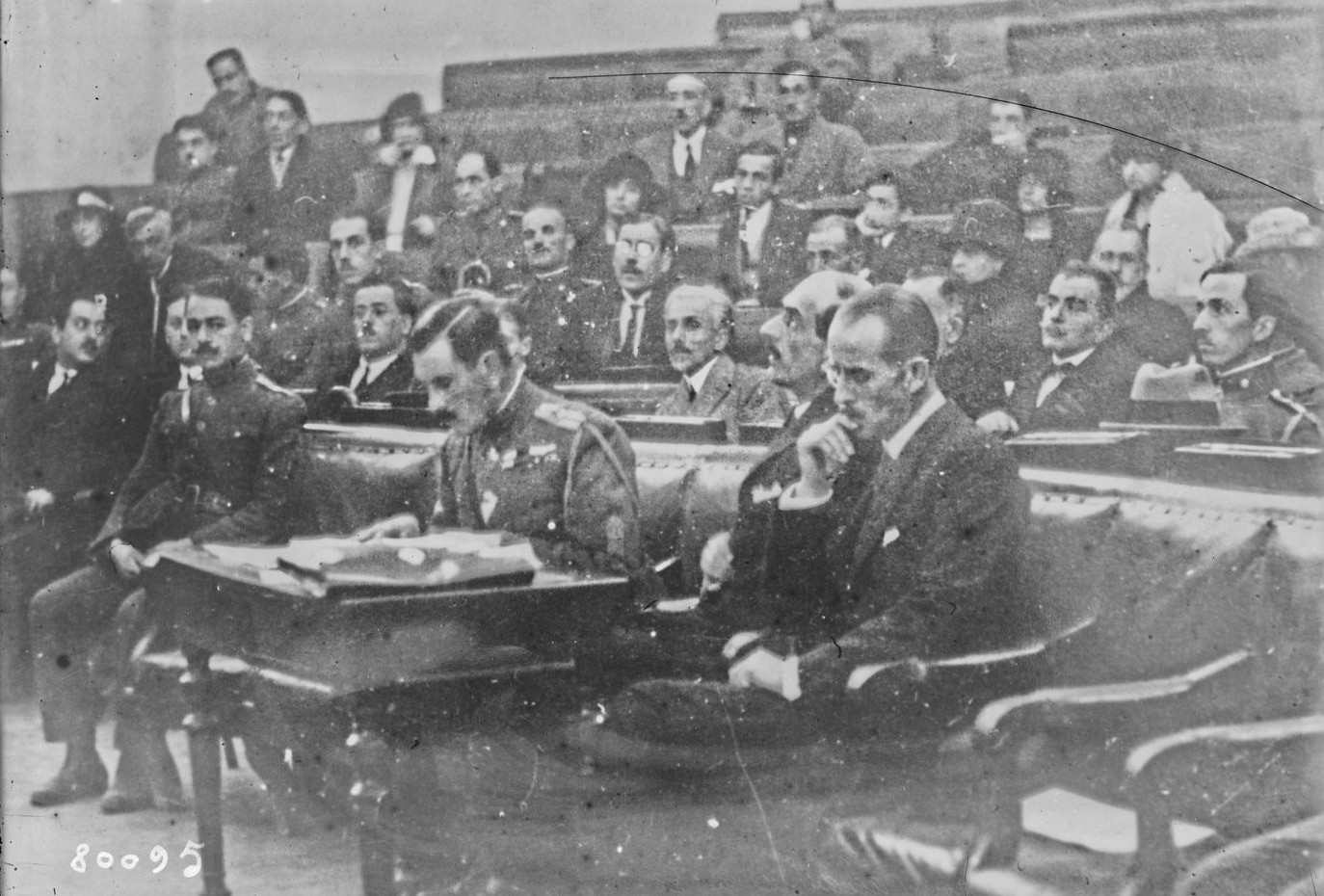
Le prince André, lors de son procès (1922).

Le 26 octobre, André reçoit la visite du colonel Loufas, chargé de l'interroger à propos des événements survenus en Anatolie quelques mois auparavant. Peu après, le prince est ramené à Athènes à bord de l'Aspis sous le prétexte de témoigner au procès organisé contre les personnalités jugées responsables de la défaite militaire,. En dépit des protestations du corps diplomatique, André est finalement placé en résidence surveillée dans la capitale. Accusé de désobéissance aux ordres et de désertion, il est également menacé de mort par le général Pangalos qui lui déclare, lors d'une entrevue : « Combien d'enfants avez-vous déjà ? Quelle tristesse, les pauvres seront bientôt orphelins ! ».
Les dignitaires considérés comme responsables d'avoir causé la défaite face à la Turquie sont traduits devant la justice à partir du 13 novembre 1922 dans ce qui est ensuite connu comme le « procès des Six ». Malgré les critiques venues de l'étranger, il aboutit à la condamnation à mort de six personnalités liées à l'ancien régime, fusillées le 28 novembre,. Dans ces conditions, le procès d'André, qui commence le 3 décembre, s'annonce difficile. Convoqué devant un tribunal militaire, le prince est accusé par le colonel Kalogeras d'avoir désobéi aux ordres en refusant d'avancer face à l'ennemi le 3 août 1921. Il est, en outre, accusé par le colonel Sariyanis d'avoir directement empêché les Grecs de remporter la bataille de la Sakarya en agissant ainsi. En dépit des protestations d'André, qui se défend en expliquant que son bataillon avait pour ordre de protéger les autres corps d'armée et non d'attaquer les Turcs, il est unanimement jugé coupable de désobéissance aux ordres et de désertion. Les juges voyant dans « son manque d'expérience dans le commandement d'une grande unité » une circonstance atténuante, il n'est toutefois condamné qu'à la dégradation, au bannissement perpétuel et à la déchéance de nationalité,,.
Cette relative indulgence s'explique par les pressions qu'exercent différents gouvernements étrangers, mobilisés par la famille royale de Grèce, pour obtenir la grâce d'André,,. L'intervention de la Grande-Bretagne, représentée à Athènes par un officier du nom de Gerald Talbot, est particulièrement notable. Il semble toutefois que l'ancien Premier ministre Elefthérios Venizélos ait lui-aussi joué un rôle dans le sauvetage du prince,. Quoi qu'il en soit, la décision du tribunal militaire permet à André de quitter précipitamment Athènes à bord du HMS Calypso, le 3 décembre 1922,.

### Entre exil et difficultés conjugales

#### Une situation incertaine
Après un bref passage à Mon Repos, où ils récupèrent leurs enfants et quelques effets personnels, André et Alice gagnent l'Italie le 6 décembre. Désormais apatride et sans argent, le petit groupe, accompagné de six domestiques, passe, peu après, en France et arrive à Paris le 8 décembre 1922,,. La famille tarde ensuite plusieurs jours à obtenir la permission d'entrer au Royaume-Uni. Le roi George V et son gouvernement, qui avaient promis l'asile à André et aux siens, s'inquiètent en effet des conséquences que pourrait avoir leur séjour sur l'opinion publique anglaise,. Le 17 décembre, les exilés parviennent toutefois en Grande-Bretagne. Deux jours plus tard, André se rend à Buckingham pour y remercier son cousin d'être intervenu en sa faveur, à Athènes. Après quelques semaines, le prince et ses proches retournent en France et s'installent à Saint-Cloud, où leur belle-sœur, la princesse Marie Bonaparte, leur procure une maison contiguë à la sienne, au no 5 de la rue du Mont-Valérien,.
| Nancy Stewart (épouse de Christophe de Grèce), Marie Bonaparte (épouse de Georges de Grèce) et Edwina Ashley (épouse de Louis Mountbatten) : les trois bienfaitrices du prince André, peintes par Philip de Laszlo. |  | Nancy Stewart (épouse de Christophe de Grèce), Marie Bonaparte (épouse de Georges de Grèce) et Edwina Ashley (épouse de Louis Mountbatten) : les trois bienfaitrices du prince André, peintes par Philip de Laszlo. |  | Nancy Stewart (épouse de Christophe de Grèce), Marie Bonaparte (épouse de Georges de Grèce) et Edwina Ashley (épouse de Louis Mountbatten) : les trois bienfaitrices du prince André, peintes par Philip de Laszlo. |
| Nancy Stewart (épouse de Christophe de Grèce), Marie Bonaparte (épouse de Georges de Grèce) et Edwina Ashley (épouse de Louis Mountbatten) : les trois bienfaitrices du prince André, peintes par Philip de Laszlo. |  | |  | |

En janvier 1923, André et Alice entreprennent un voyage aux États-Unis sur l'invitation du prince Christophe et de son épouse américaine, Nancy Stewart,,. Reçus par une armada de journalistes au moment de leur arrivée à New York, ils sont questionnés par la presse et André est interrogé sur le procès qu'il a subi, à Athènes. Le prince tient alors des propos maladroits, dont ses ennemis se servent plus tard pour l'accuser d'être venu en Amérique afin d'y faire de la propagande. Ayant appris la mort de Constantin Ier durant leur traversée de l'Atlantique, la petite troupe participe ensuite à de nombreux offices religieux en faveur du souverain, dont certains les mènent jusqu'au Québec. Le voyage se déroule ensuite jusqu'à Washington et Palm Beach. Puis, les deux couples se séparent et André et son épouse reviennent, seuls, à Saint-Cloud, le 20 mars 1923,.
Pendant ce temps, la situation politique continue à se dégrader en Grèce et Georges II est invité à quitter son pays le 19 décembre 1923. Quelques mois plus tard, le 25 mars 1924, la République est proclamée à Athènes, ce qui éloigne davantage toute perspective de retour de l'ancienne dynastie dans son pays. André continuant à attirer les foudres du général Pangalos, il décide de louer Mon Repos à son beau-frère, Louis Mountbatten, afin d'assurer à la villa une sorte de protection de la part du gouvernement britannique,. Bien qu'ils ne soient pas entièrement démunis,, André et les siens vivent surtout, durant leur exil, grâce à la générosité de leurs riches belles-sœurs : d'abord Nancy Stewart, puis Marie Bonaparte,, et Edwina Ashley,. Cela n'empêche cependant pas la famille d'être fréquemment ennuyée pour des factures impayées,.

#### Une existence oisive
Durant sept ans, André et sa famille mènent, à Saint-Cloud, une vie relativement simple et oisive,. Le prince emmène ainsi régulièrement ses enfants se promener à Paris ou au bois de Boulogne,. Il passe aussi de longues heures à jouer au tennis avec eux. Chaque dimanche, le petit groupe est reçu à déjeuner chez Marie Bonaparte et Georges de Grèce. La famille voit, par ailleurs, régulièrement Nicolas de Grèce et son épouse Maria Vladimirovna de Russie, qui ont eux-aussi choisi la France pour passer leur exil. Enfin, André et les siens retrouvent souvent leur cousine Marguerite de Danemark, qui s'est établie en région parisienne après son mariage avec René de Bourbon-Parme,,.

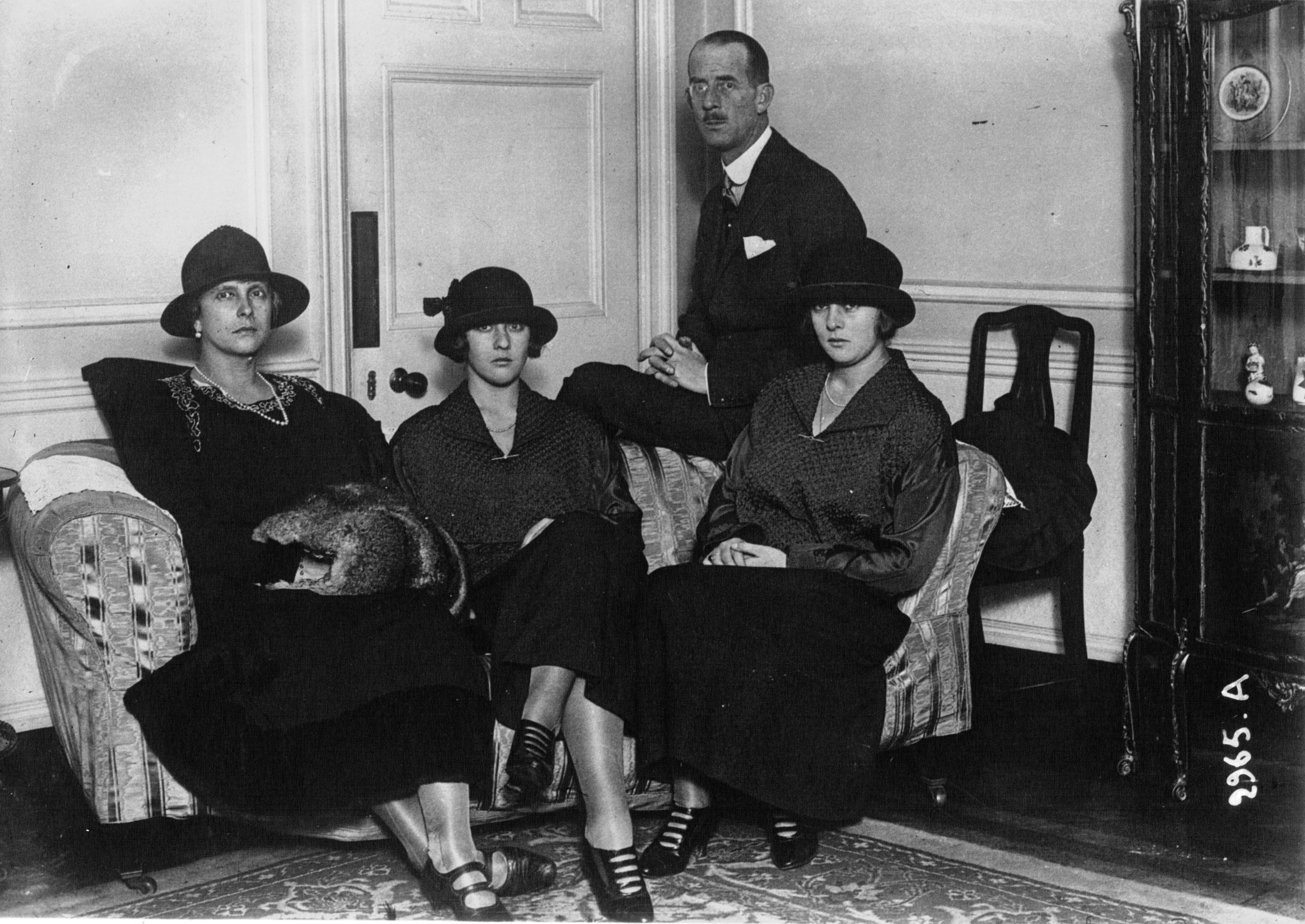
André accompagné de son épouse et de ses deux aînées (1922).

La famille effectue, par ailleurs, de fréquents voyages à l'étranger. Les princesses Marguerite et Théodora ayant atteint l'âge de se marier, André et son épouse effectuent, entre 1923 et 1927, plusieurs séjours au Royaume-Uni dans le but de les faire participer aux grands événements mondains qui ponctuent la vie de l'aristocratie britannique. Cependant, les jeunes filles n'attirent guère les prétendants du fait de la relative pauvreté de leurs parents. Outre ces voyages à vocation matrimoniale, André réalise, seul ou en compagnie d'Alice, plusieurs séjours dans d'autres régions d'Europe : la Toscane (1924), le Midi de la France (1926), l'Autriche (1927) et la Bohême (1928).
Ressentant toujours le besoin de justifier son attitude durant la guerre gréco-turque, André se lance dans la rédaction d'un livre dans lequel il raconte, dans le menu détail, les événements survenus durant la campagne d'Asie mineure. Écrit en grec moderne, cet ouvrage est ensuite traduit en anglais, sous le titre de Towards Disaster, par la princesse Alice, durant l'hiver 1928-1929. Publié en seulement un millier d'exemplaires chez John Murray, en 1930, l'ouvrage reçoit un accueil critique négatif, même s'il constitue aujourd'hui un livre de collection,.
André continue aussi à s'intéresser, de loin, à la vie politique hellène. En août 1926, la chute du général Pangalos, après moins d'un an de dictature à la tête de la Grèce, est ainsi un motif de satisfaction pour le prince. Malgré tout, ce dernier se tient à l'écart des intrigues, contrairement à son épouse, qui cherche, en 1927, à le faire nommer président de la République hellénique en faisant pression sur la Société des Nations et sur le roi George V du Royaume Uni,.

#### Un foyer qui s'effondre
Durant de nombreuses années, aucune dissonance ne semble apparaître dans le couple formé par André et Alice,. Cependant, des signes de malaise se développent entre les époux à partir de 1925. Insatisfaite de sa vie conjugale, la princesse tombe en effet amoureuse d'un homme marié d'origine anglaise. L'idylle reste platonique mais conduit la jeune femme à trouver refuge dans la religion et la spiritualité. L'année 1928 marque finalement une rupture dans la vie du couple princier. Peu après la célébration de ses noces d'argent avec André, Alice se convertit à l'orthodoxie. Au fil des mois, la princesse devient de plus en plus mystique et son état mental se dégrade. Convaincue d'être dotée de pouvoirs thaumaturgiques, elle se prend bientôt pour une sainte et la fiancée de Jésus,.
Incapable de gérer cette situation, André appelle à l'aide sa belle-mère, Victoria de Hesse-Darmstadt, et lui demande d'emmener Alice avec elle, au Royaume-Uni. Sur les conseils de Marie Bonaparte, qui a elle-même suivi une analyse avec Sigmund Freud, la princesse est finalement envoyée en thérapie dans la clinique du Dr Ernst Simmel, près de Berlin, en février 1930,. Après 8 semaines de cure, Alice revient cependant à Saint-Cloud contre l'avis des médecins. Son état se dégrade alors à nouveau et André envisage de plus en plus sérieusement de la faire interner. Entre-temps, la princesse Cécile, troisième des quatre filles du couple, s'est rapprochée de Georges Donatus de Hesse-Darmstadt, héritier du grand-duché de Hesse. Avec l'accord de sa belle-mère, André profite donc d'un séjour à Darmstadt, en mai 1930, pour faire hospitaliser son épouse à Kreuzlingen, en Suisse, juste après les fiançailles officielles de Cécile.
Dans les mois qui suivent, les quatre filles d'André épousent successivement des aristocrates allemands,, : Sophie le prince Christophe de Hesse-Cassel (décembre 1930), Cécile le grand-duc Georges Donatus de Hesse-Darmstadt (février 1931), Marguerite le prince Gottfried de Hohenlohe-Langenbourg (avril 1931) et Théodora le margrave Berthold de Bade (août 1931). Après cela, André décide de quitter la maison de Saint-Cloud et de confier son fils Philippe à sa grand-mère maternelle, en Grande-Bretagne,,. Bien qu'il reste en contact épistolaire avec les médecins de son épouse, le prince hellène cesse largement de s'inquiéter de la situation de celle-ci et ne lui rend visite qu'une seule fois durant les trois années durant lesquelles elle est internée.
Désormais sans domicile et sans contrainte familiale, André partage son existence entre Paris (où il habite la maison de son frère Georges, située rue Adolphe-Yvon), la Riviera (où il est l'hôte régulier du millionnaire Gilbert Beale) et l'Allemagne (où il réside chez ses filles). À Monte-Carlo, il mène une vie dissolue, partagée entre casino, alcool et femmes, ce qui lui vaut bientôt une réputation de playboy,. L'amélioration de l'état de santé d'Alice, qui quitte l'hôpital en 1933 et émet progressivement le désir de reprendre une vie maritale avec lui,, n'affecte en rien la conduite du prince. Il faut au contraire attendre l'année 1937 pour que les deux époux se retrouvent pour la première fois. D'un point de vue légal, aucune séparation n'est jamais officialisée, mais le couple ne se rencontre plus qu'à de très rares occasions, même s'il conserve des relations cordiales,,.

### Dernières années

#### Un prince polémique face à une Grèce déchirée entre républicains et monarchistes
La publication, fin 1930, des mémoires de guerre d'André provoque d'importants remous en Grèce. La presse vénizéliste ayant retranscrit de larges passages de l'ouvrage, le prince est à nouveau l'objet de la vindicte des républicains, qui menacent, encore une fois, de saisir Mon Repos. Afin de protéger les biens de leur beau-frère, Louis Mountbatten et son épouse Edwina font transférer à l'étranger pas moins de 32 caisses d'objets venus de la propriété, en 1932. Parallèlement, André intente un procès contre l'État hellène afin de faire valoir ses droits sur la villa. L'action en justice est un succès, puisque le prince est reconnu légitime propriétaire de Mon Repos en 1934. Cependant, l'entretien du domaine se révèle trop coûteux pour le prince, dont les maigres économies se sont évaporées peu après la crise de 1929. En 1937, André se résout donc à revendre le palais à son neveu Georges II en échange d'une rente annuelle,.

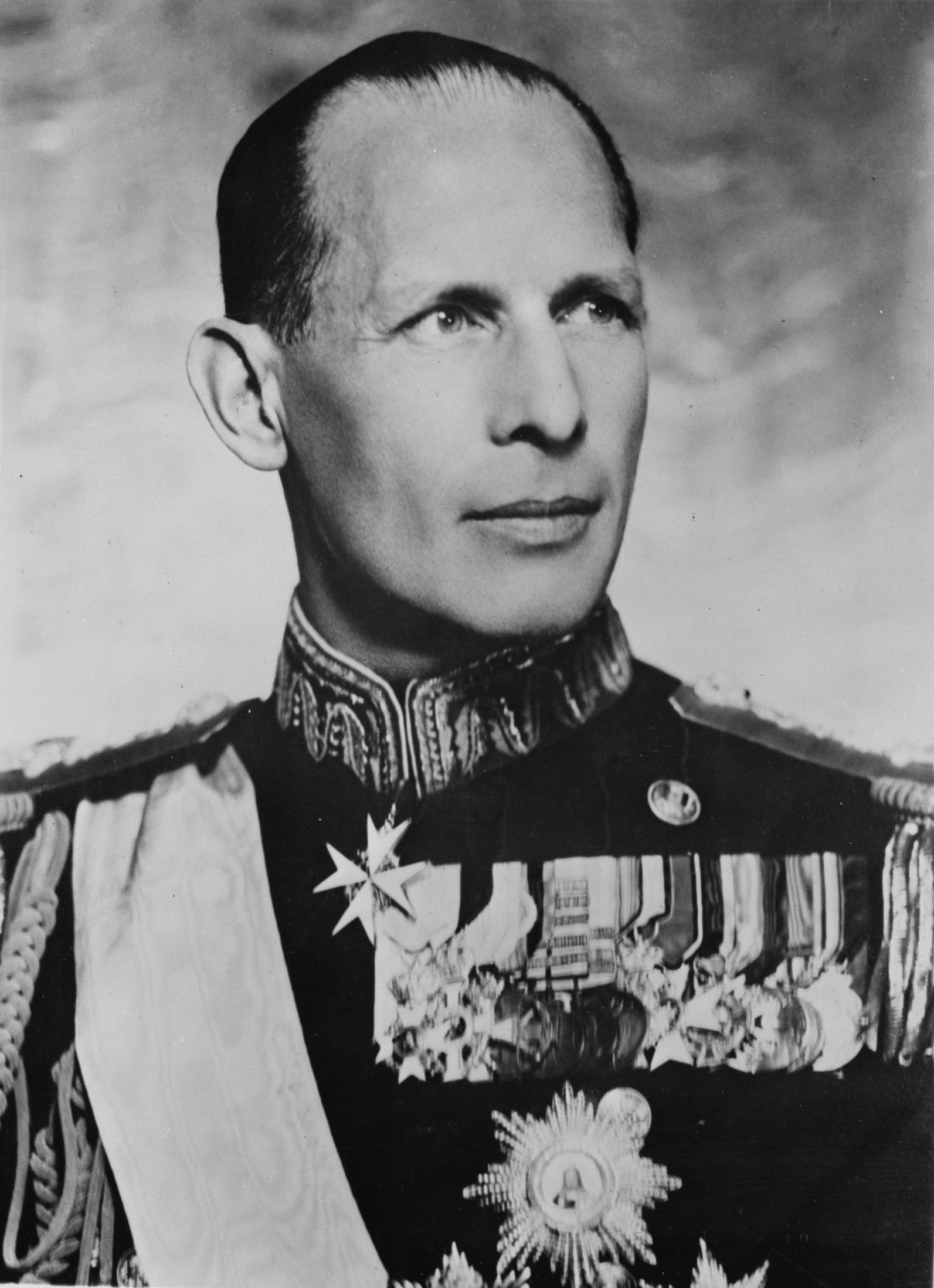
Georges II de Grèce vers 1942.

Parallèlement à ces actions, André fait, plusieurs fois, entendre sa voix dans la presse grecque. En mai 1932, il attaque ainsi violemment Elefthérios Venizélos, qu'il accuse de s'être enrichi au pouvoir. En janvier 1935, le prince réalise une interview plus modérée, dans laquelle il prône la réconciliation nationale au sein d'une monarchie restaurée. Cependant, ces déclarations sont publiées dans un journal dont le propriétaire est lié à la tentative d'assassinat organisée contre Venizélos en 1933, ce qui les discrédite largement. Pendant ce temps, la Grèce traverse une grave crise politique et financière. Entre 1924 et 1935, 33 gouvernements, une dictature et 13 coups d'État s'y déroulent. Confrontés à l'instabilité permanente, de nombreux Grecs perdent confiance dans la République et Georges II est finalement rappelé sur le trône peu après le putsch du général Georgios Kondylis, en novembre 1935,,.
Le retour de son neveu au pouvoir change largement la situation d'André. Dans un premier temps, il est décidé que ni lui ni son frère Nicolas ne rentreraient immédiatement en Grèce, afin de ne pas mécontenter l'opinion hellène, qui continue à les associer au souvenir du Schisme national. Cependant, dès janvier 1936, la sentence de bannissement émise contre André en 1922 est cassée par le nouveau régime,. Le prince peut ainsi revenir dans son pays dès la mi-mai. Il se livre alors à des déclarations maladroites, qui lui aliènent même la presse modérée.
Après quelques mois passés à Cannes, André gagne à nouveau Athènes en novembre 1936, à l'occasion du retour des cendres du roi Constantin Ier et des reines Olga Constantinovna de Russie et Sophie de Prusse (respectivement décédés en exil en 1923, 1926 et 1932). Il est alors nommé principal aide de camp du roi des Hellènes. Quelques mois plus tard, en octobre-novembre 1937, il est invité par son neveu à prendre part à un voyage officiel qui le mène à Paris et à Londres. Tous ces honneurs n'empêchent pas André de commettre de nouveaux impairs. En avril 1937, il provoque ainsi un léger incident diplomatique avec la Grande-Bretagne en se rendant en voyage privé à Chypre à bord du yacht de son ami David E. Townsend. Accueilli par des foules enthousiastes, le prince cause alors l'embarras du gouverneur anglais, qui craint que celui-ci ne soutienne le souhait de rattachement à la Grèce de certains Chypriotes grecs par sa présence dans l'île.

#### Liaison et deuils

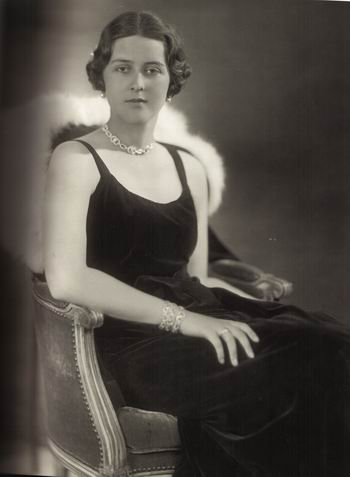
Cécile de Grèce (1931), fille préférée d'André.

Solitaire et de plus en plus dépendant de l'alcool, André noue, dans les années 1930, une liaison avec l'actrice française Andrée Lafayette. Connue sous le pseudonyme de « comtesse Andrée de La Bigne », cette dernière est la petite-fille de Valtesse de La Bigne, célèbre courtisane de la Belle Époque. Comme sa grand-mère, la jeune femme a la réputation d'être une croqueuse de diamants et l'état lamentable des finances du prince au moment de sa mort semble accréditer cette thèse,,,. Quoi qu'il en soit, André ne se montre en rien généreux avec sa famille. S'il verse une livre par semaine à son fils Philippe durant le service de celui-ci dans la Royal Navy, il ne donne par contre pas le moindre centime à son épouse Alice, qui vit d'une pension octroyée par sa belle-sœur Edwina Ashley.
Les années qui suivent la restauration de Georges II sont marquées par une série de décès qui touchent personnellement André. Le 16 novembre 1937, Cécile de Grèce, fille préférée du prince, trouve ainsi la mort dans un accident d'avion en même temps que son époux, trois de ses enfants et sa belle-mère, Éléonore de Solms-Hohensolms-Lich,. Seule survivante de la famille grand-ducale, la petite Jeanne de Hesse, qui n'était pas dans l'avion, meurt, deux ans plus tard, d'une méningite. Dans les mêmes années, trois des quatre frères et sœurs survivants du prince s'éteignent tour à tour : Nicolas en 1938 et Christophe et Marie en 1940.

#### La Seconde Guerre mondiale et la mort

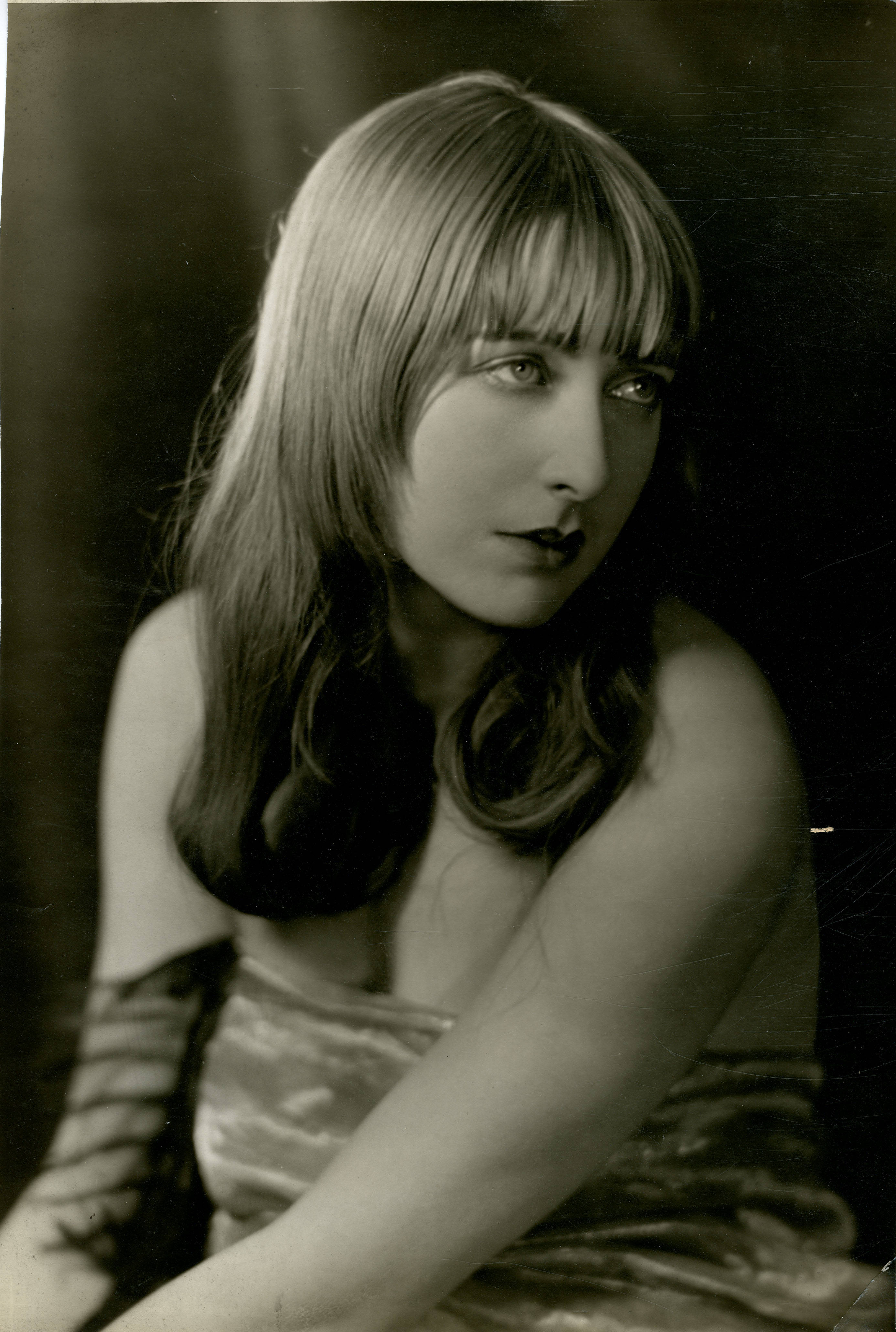
Andrée Lafayette (1923), dite « comtesse Andrée de La Bigne », maîtresse du prince André.

Alors que la Seconde Guerre mondiale éclate en Europe, André effectue son séjour annuel à Athènes en octobre-novembre 1939. Il retrouve alors la princesse Alice et les autres membres de la dynastie grecque pour la dernière fois. Dans le même temps, le conflit divise la famille du prince, dont les membres se retrouvent engagés dans des camps opposés. Les gendres d'André sont en effet enrôlés dans l'armée allemande tandis que le prince Philippe sert dans la marine britannique,.
De retour sur la Riviera, André est surpris par l'invasion de la France, durant laquelle deux de ses gendres sont blessés,. Contrairement à son frère Georges et à sa belle-sœur Marie Bonaparte, qui quittent in extremis la France occupée, André se retrouve alors bloqué sur la côte d'Azur avec Andrée de La Bigne.
Largement coupé de sa parentèle, sauf lors d'une visite de trois mois de son cousin Erik de Danemark en 1943, André passe l'essentiel du conflit mondial à bord du yacht Davida, racheté à son ami David E. Townsend en 1940 et ancré sur la côte d'Azur,. Pendant ce temps, Alice de Battenberg fait le choix de rester vivre à Athènes, malgré l'invasion de la Grèce par les Allemands en avril 1941. En juin 1943, André sollicite, sans succès, un laisser-passer pour le Portugal. Après cet échec, le prince s'installe avec sa maîtresse à l'Hôtel Métropole de Monte-Carlo,. Criblé de dettes,, il continue pourtant à mener une vie assez confortable.
Dans le même temps, l'état de santé du prince se dégrade : devenu alcoolique, André souffre d'athérosclérose et de palpitations. Témoin de la Libération, il meurt d'une crise cardiaque juste après avoir participé à une fête organisée par les autorités militaires américaines, dans la nuit du 2 au 3 décembre 1944. La Grèce étant encore secouée par des combats, sa dépouille est alors placée dans la cathédrale russe de Nice,,. Après la restauration de Georges II en 1946, les cendres du prince sont toutefois rapatriées par le croiseur Georgios Averoff,, afin d'être inhumées dans la nécropole royale de Tatoï, où elles reposent depuis lors.

## Dans la culture populaire

### Images à collectionner

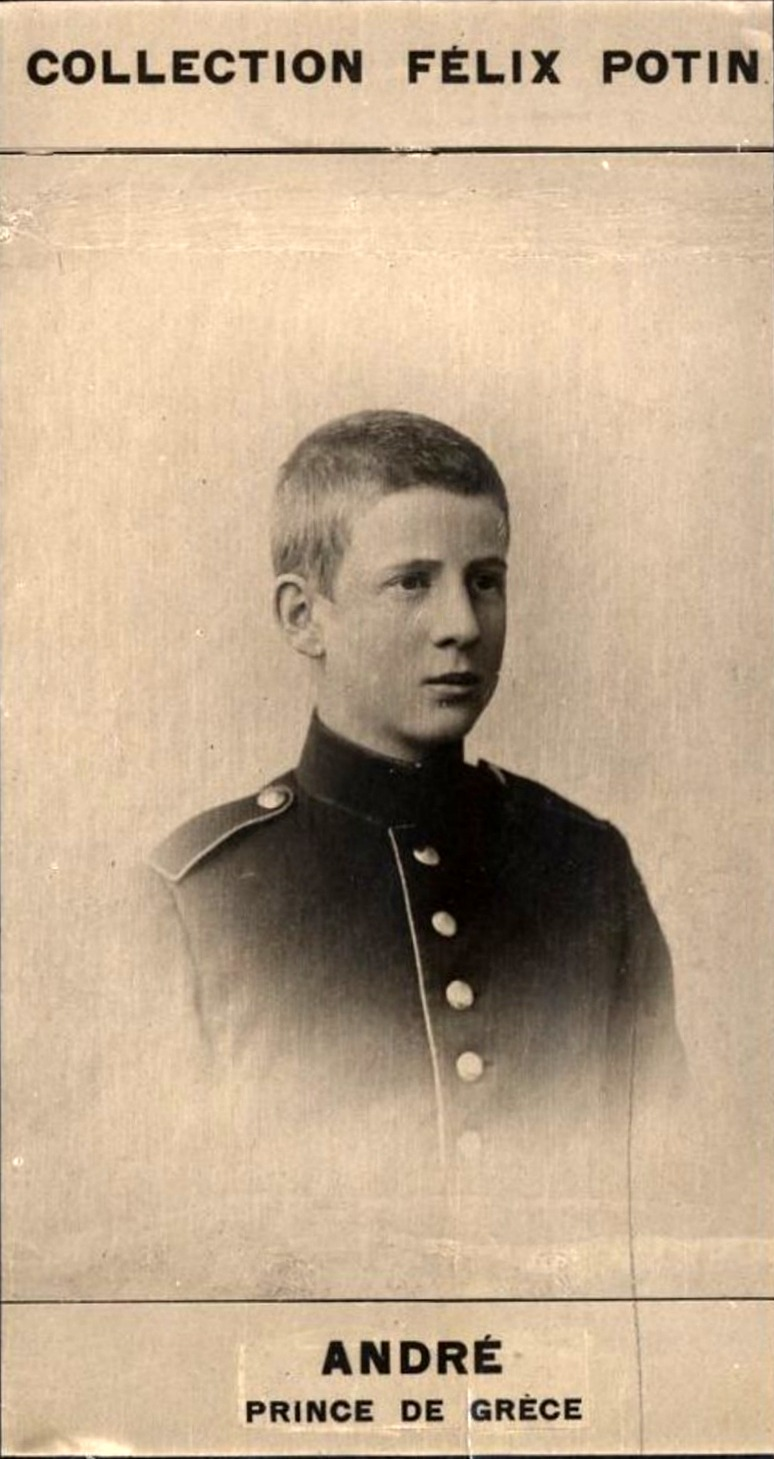
Carte à collectionner à l'effigie d'André (v. 1900).

Des images à collectionner à l'effigie d'André et d'autres membres de la famille royale de Grèce ont été intégrées à la première série de la Collection Félix Potin, émise par la société Félix Potin entre 1898 et 1908.
Des images similaires ont également été émises par la société de chocolat Guérin-Boutron.

### Télévision
Le rôle du prince André est interprété par l'acteur britannique Guy Williams dans deux épisodes (« A Company of Men » et « Paterfamilias ») de la série anglo-américaine The Crown (2017).

### Littérature
Le prince André (« Andreas ») et la famille royale de Grèce sont au centre du roman policier anglais Un Mariage royal (A Royal Affair) d'Allison Montclair (2020).

## Arbres généalogiques

### Quartiers d'André
|  |                                                                     |  |  |  |  |  |  |  |  |  |  |  |  |  |  |  |
|  | 16. Frédéric Charles Louis de Schleswig-Holstein-Sonderbourg-Beck   |  |  |  |  |  |  |  |  |  |  |  |  |  |  |  |
|  |                                                                     |  |  |  |  |  |  |  |  |  |  |  |  |  |  |  |
|  |                                                                     |  |  |  |  |  |  |  |  |  |  |  |  |  |  |  |
|  | 8. Frédéric-Guillaume de Schleswig-Holstein-Sonderbourg-Glücksbourg |  |  |  |  |  |  |  |  |  |  |  |  |  |  |  |
|  |                                                                     |  |  |  |  |  |  |  |  |  |  |  |  |  |  |  |
|  |                                                                     |  |  |  |  |  |  |  |  |  |  |  |  |  |  |  |
|  | 17. Frédérique de Schlieben                                         |  |  |  |  |  |  |  |  |  |  |  |  |  |  |  |
|  |                                                                     |  |  |  |  |  |  |  |  |  |  |  |  |  |  |  |
|  |                                                                     |  |  |  |  |  |  |  |  |  |  |  |  |  |  |  |
|  | 4. Christian IX de Danemark                                         |  |  |  |  |  |  |  |  |  |  |  |  |  |  |  |
|  |                                                                     |  |  |  |  |  |  |  |  |  |  |  |  |  |  |  |
|  |                                                                     |  |  |  |  |  |  |  |  |  |  |  |  |  |  |  |
|  | 18. Charles de Hesse-Cassel                                         |  |  |  |  |  |  |  |  |  |  |  |  |  |  |  |
|  |                                                                     |  |  |  |  |  |  |  |  |  |  |  |  |  |  |  |
|  |                                                                     |  |  |  |  |  |  |  |  |  |  |  |  |  |  |  |
|  | 9. Louise-Caroline de Hesse-Cassel                                  |  |  |  |  |  |  |  |  |  |  |  |  |  |  |  |
|  |                                                                     |  |  |  |  |  |  |  |  |  |  |  |  |  |  |  |
|  |                                                                     |  |  |  |  |  |  |  |  |  |  |  |  |  |  |  |
|  | 19. Louise de Danemark                                              |  |  |  |  |  |  |  |  |  |  |  |  |  |  |  |
|  |                                                                     |  |  |  |  |  |  |  |  |  |  |  |  |  |  |  |
|  |                                                                     |  |  |  |  |  |  |  |  |  |  |  |  |  |  |  |
|  | 2. Georges Ier de Grèce                                             |  |  |  |  |  |  |  |  |  |  |  |  |  |  |  |
|  |                                                                     |  |  |  |  |  |  |  |  |  |  |  |  |  |  |  |
|  |                                                                     |  |  |  |  |  |  |  |  |  |  |  |  |  |  |  |
|  | 20. Frédéric de Hesse-Cassel                                        |  |  |  |  |  |  |  |  |  |  |  |  |  |  |  |
|  |                                                                     |  |  |  |  |  |  |  |  |  |  |  |  |  |  |  |
|  |                                                                     |  |  |  |  |  |  |  |  |  |  |  |  |  |  |  |
|  | 10. Guillaume de Hesse-Cassel                                       |  |  |  |  |  |  |  |  |  |  |  |  |  |  |  |
|  |                                                                     |  |  |  |  |  |  |  |  |  |  |  |  |  |  |  |
|  |                                                                     |  |  |  |  |  |  |  |  |  |  |  |  |  |  |  |
|  | 21. Caroline de Nassau-Usingen                                      |  |  |  |  |  |  |  |  |  |  |  |  |  |  |  |
|  |                                                                     |  |  |  |  |  |  |  |  |  |  |  |  |  |  |  |
|  |                                                                     |  |  |  |  |  |  |  |  |  |  |  |  |  |  |  |
|  | 5. Louise de Hesse-Cassel                                           |  |  |  |  |  |  |  |  |  |  |  |  |  |  |  |
|  |                                                                     |  |  |  |  |  |  |  |  |  |  |  |  |  |  |  |
|  |                                                                     |  |  |  |  |  |  |  |  |  |  |  |  |  |  |  |
|  | 22. Frédéric de Danemark                                            |  |  |  |  |  |  |  |  |  |  |  |  |  |  |  |
|  |                                                                     |  |  |  |  |  |  |  |  |  |  |  |  |  |  |  |
|  |                                                                     |  |  |  |  |  |  |  |  |  |  |  |  |  |  |  |
|  | 11. Louise-Charlotte de Danemark                                    |  |  |  |  |  |  |  |  |  |  |  |  |  |  |  |
|  |                                                                     |  |  |  |  |  |  |  |  |  |  |  |  |  |  |  |
|  |                                                                     |  |  |  |  |  |  |  |  |  |  |  |  |  |  |  |
|  | 23. Sophie-Frédérique de Mecklembourg-Schwerin                      |  |  |  |  |  |  |  |  |  |  |  |  |  |  |  |
|  |                                                                     |  |  |  |  |  |  |  |  |  |  |  |  |  |  |  |
|  |                                                                     |  |  |  |  |  |  |  |  |  |  |  |  |  |  |  |
|  | 1. André de Grèce                                                   |  |  |  |  |  |  |  |  |  |  |  |  |  |  |  |
|  |                                                                     |  |  |  |  |  |  |  |  |  |  |  |  |  |  |  |
|  |                                                                     |  |  |  |  |  |  |  |  |  |  |  |  |  |  |  |
|  | 24. Paul Ier de Russie                                              |  |  |  |  |  |  |  |  |  |  |  |  |  |  |  |
|  |                                                                     |  |  |  |  |  |  |  |  |  |  |  |  |  |  |  |
|  |                                                                     |  |  |  |  |  |  |  |  |  |  |  |  |  |  |  |
|  | 12. Nicolas Ier de Russie                                           |  |  |  |  |  |  |  |  |  |  |  |  |  |  |  |
|  |                                                                     |  |  |  |  |  |  |  |  |  |  |  |  |  |  |  |
|  |                                                                     |  |  |  |  |  |  |  |  |  |  |  |  |  |  |  |
|  | 25. Sophie-Dorothée de Wurtemberg                                   |  |  |  |  |  |  |  |  |  |  |  |  |  |  |  |
|  |                                                                     |  |  |  |  |  |  |  |  |  |  |  |  |  |  |  |
|  |                                                                     |  |  |  |  |  |  |  |  |  |  |  |  |  |  |  |
|  | 6. Constantin Nikolaïevitch de Russie                               |  |  |  |  |  |  |  |  |  |  |  |  |  |  |  |
|  |                                                                     |  |  |  |  |  |  |  |  |  |  |  |  |  |  |  |
|  |                                                                     |  |  |  |  |  |  |  |  |  |  |  |  |  |  |  |
|  | 26. Frédéric-Guillaume III de Prusse                                |  |  |  |  |  |  |  |  |  |  |  |  |  |  |  |
|  |                                                                     |  |  |  |  |  |  |  |  |  |  |  |  |  |  |  |
|  |                                                                     |  |  |  |  |  |  |  |  |  |  |  |  |  |  |  |
|  | 13. Charlotte de Prusse                                             |  |  |  |  |  |  |  |  |  |  |  |  |  |  |  |
|  |                                                                     |  |  |  |  |  |  |  |  |  |  |  |  |  |  |  |
|  |                                                                     |  |  |  |  |  |  |  |  |  |  |  |  |  |  |  |
|  | 27. Louise de Mecklembourg-Strelitz                                 |  |  |  |  |  |  |  |  |  |  |  |  |  |  |  |
|  |                                                                     |  |  |  |  |  |  |  |  |  |  |  |  |  |  |  |
|  |                                                                     |  |  |  |  |  |  |  |  |  |  |  |  |  |  |  |
|  | 3. Olga Constantinovna de Russie                                    |  |  |  |  |  |  |  |  |  |  |  |  |  |  |  |
|  |                                                                     |  |  |  |  |  |  |  |  |  |  |  |  |  |  |  |
|  |                                                                     |  |  |  |  |  |  |  |  |  |  |  |  |  |  |  |
|  | 28. Frédéric Ier de Saxe-Hildburghausen                             |  |  |  |  |  |  |  |  |  |  |  |  |  |  |  |
|  |                                                                     |  |  |  |  |  |  |  |  |  |  |  |  |  |  |  |
|  |                                                                     |  |  |  |  |  |  |  |  |  |  |  |  |  |  |  |
|  | 14. Joseph de Saxe-Altenbourg                                       |  |  |  |  |  |  |  |  |  |  |  |  |  |  |  |
|  |                                                                     |  |  |  |  |  |  |  |  |  |  |  |  |  |  |  |
|  |                                                                     |  |  |  |  |  |  |  |  |  |  |  |  |  |  |  |
|  | 29. Charlotte de Mecklembourg-Strelitz                              |  |  |  |  |  |  |  |  |  |  |  |  |  |  |  |
|  |                                                                     |  |  |  |  |  |  |  |  |  |  |  |  |  |  |  |
|  |                                                                     |  |  |  |  |  |  |  |  |  |  |  |  |  |  |  |
|  | 7. Alexandra de Saxe-Altenbourg                                     |  |  |  |  |  |  |  |  |  |  |  |  |  |  |  |
|  |                                                                     |  |  |  |  |  |  |  |  |  |  |  |  |  |  |  |
|  |                                                                     |  |  |  |  |  |  |  |  |  |  |  |  |  |  |  |
|  | 30. Louis-Frédéric de Wurtemberg                                    |  |  |  |  |  |  |  |  |  |  |  |  |  |  |  |
|  |                                                                     |  |  |  |  |  |  |  |  |  |  |  |  |  |  |  |
|  |                                                                     |  |  |  |  |  |  |  |  |  |  |  |  |  |  |  |
|  | 15. Amélie de Wurtemberg                                            |  |  |  |  |  |  |  |  |  |  |  |  |  |  |  |
|  |                                                                     |  |  |  |  |  |  |  |  |  |  |  |  |  |  |  |
|  |                                                                     |  |  |  |  |  |  |  |  |  |  |  |  |  |  |  |
|  | 31. Henriette de Nassau-Weilbourg                                   |  |  |  |  |  |  |  |  |  |  |  |  |  |  |  |
|  |                                                                     |  |  |  |  |  |  |  |  |  |  |  |  |  |  |  |
|  |                                                                     |  |  |  |  |  |  |  |  |  |  |  |  |  |  |  |

### André et Alice dans les monarchies d'Europe de l'Est
|  |  |                                                              |                                                              |                                                              |                                                              |                                                                |                                                                |                                                                |                                                                |                                                                |                                                                |                                                     |                                                     |                                                     |                                                     |  |  |                                                                      |                                                                      |                                                                      |                                                                      |                                                                      |                                                                      |                                                 |                                                 |                                                            |                                                            |                                                            |                                                            |                                                             |                                                             |                                                             |                                                             |                                                                  |                                                                  |                                                                  |                                                                  |                                                                  |                                                                  |                     |                     |                                                      |                                                      |                                                      |                                                      |                                                      |                                                      |                             |                             |                             |                             |                             |                             |                                                     |                                                     |                                                     |                                                     |                                                                    |                                                                    |                                                                    |                                                                    |                                                                    |                                                                    |  |  |                                                                       |                                                                       |                                                                       |                                                                       |                                                                       |                                                                       |  |  |  |  |  |  |  |  |  |  |  |  |  |  |  |  |  |  |  |  |  |  |  |  |  |  |  |  |  |  |  |  |  |  |  |  |
|  |  |                                                              |                                                              |                                                              |                                                              |                                                                |                                                                |                                                                |                                                                |                                                                |                                                                |                                                     |                                                     |                                                     |                                                     |  |  |                                                                      |                                                                      |                                                                      |                                                                      |                                                                      |                                                                      |                                                 |                                                 |                                                            |                                                            |                                                            |                                                            |                                                             |                                                             |                                                             |                                                             |                                                                  |                                                                  |                                                                  |                                                                  |                                                                  |                                                                  |                     |                     |                                                      |                                                      |                                                      |                                                      |                                                      |                                                      |                             |                             |                             |                             |                             |                             |                                                     |                                                     |                                                     |                                                     |                                                                    |                                                                    |                                                                    |                                                                    |                                                                    |                                                                    |  |  |                                                                       |                                                                       |                                                                       |                                                                       |                                                                       |                                                                       |  |  |  |  |  |  |  |  |  |  |  |  |  |  |  |  |  |  |  |  |  |  |  |  |  |  |  |  |  |  |  |  |  |  |  |  |
|  |  |                                                              |                                                              |                                                              |                                                              | Christian IX, Roi de Danemark ∞ Louise, Pcesse de Hesse-Cassel | Christian IX, Roi de Danemark ∞ Louise, Pcesse de Hesse-Cassel | Christian IX, Roi de Danemark ∞ Louise, Pcesse de Hesse-Cassel | Christian IX, Roi de Danemark ∞ Louise, Pcesse de Hesse-Cassel | Christian IX, Roi de Danemark ∞ Louise, Pcesse de Hesse-Cassel | Christian IX, Roi de Danemark ∞ Louise, Pcesse de Hesse-Cassel |                                                     |                                                     |                                                     |                                                     |  |  | Constantin, Vice-roi de Pologne Alexandra, Pcesse de Saxe-Altenbourg | Constantin, Vice-roi de Pologne Alexandra, Pcesse de Saxe-Altenbourg | Constantin, Vice-roi de Pologne Alexandra, Pcesse de Saxe-Altenbourg | Constantin, Vice-roi de Pologne Alexandra, Pcesse de Saxe-Altenbourg | Constantin, Vice-roi de Pologne Alexandra, Pcesse de Saxe-Altenbourg | Constantin, Vice-roi de Pologne Alexandra, Pcesse de Saxe-Altenbourg |                                                 |                                                 | Nicolas Ier, Roi de Monténégro ∞ Milena Vukotić            | Nicolas Ier, Roi de Monténégro ∞ Milena Vukotić            | Nicolas Ier, Roi de Monténégro ∞ Milena Vukotić            | Nicolas Ier, Roi de Monténégro ∞ Milena Vukotić            | Nicolas Ier, Roi de Monténégro ∞ Milena Vukotić             | Nicolas Ier, Roi de Monténégro ∞ Milena Vukotić             |                                                             |                                                             |                                                                  |                                                                  |                                                                  |                                                                  |                                                                  |                                                                  |                     |                     | Alexandre, Pce de Hesse-Darmstadt ∞ Julia Hauke      | Alexandre, Pce de Hesse-Darmstadt ∞ Julia Hauke      | Alexandre, Pce de Hesse-Darmstadt ∞ Julia Hauke      | Alexandre, Pce de Hesse-Darmstadt ∞ Julia Hauke      | Alexandre, Pce de Hesse-Darmstadt ∞ Julia Hauke      | Alexandre, Pce de Hesse-Darmstadt ∞ Julia Hauke      |                             |                             |                             |                             |                             |                             |                                                     |                                                     |                                                     |                                                     | Alice, Pcesse du Royaume-Uni ∞ Louis IV, Gd-duc de Hesse-Darmstadt | Alice, Pcesse du Royaume-Uni ∞ Louis IV, Gd-duc de Hesse-Darmstadt | Alice, Pcesse du Royaume-Uni ∞ Louis IV, Gd-duc de Hesse-Darmstadt | Alice, Pcesse du Royaume-Uni ∞ Louis IV, Gd-duc de Hesse-Darmstadt | Alice, Pcesse du Royaume-Uni ∞ Louis IV, Gd-duc de Hesse-Darmstadt | Alice, Pcesse du Royaume-Uni ∞ Louis IV, Gd-duc de Hesse-Darmstadt |  |  | Alfred Ier, Duc de Saxe-Cobourg ∞ Marie, Gde-Dsse de Russie           | Alfred Ier, Duc de Saxe-Cobourg ∞ Marie, Gde-Dsse de Russie           | Alfred Ier, Duc de Saxe-Cobourg ∞ Marie, Gde-Dsse de Russie           | Alfred Ier, Duc de Saxe-Cobourg ∞ Marie, Gde-Dsse de Russie           | Alfred Ier, Duc de Saxe-Cobourg ∞ Marie, Gde-Dsse de Russie           | Alfred Ier, Duc de Saxe-Cobourg ∞ Marie, Gde-Dsse de Russie           |  |  |  |  |  |  |  |  |  |  |  |  |  |  |  |  |  |  |  |  |  |  |  |  |  |  |  |  |  |  |  |  |  |  |  |  |
|  |  |                                                              |                                                              |                                                              |                                                              | Christian IX, Roi de Danemark ∞ Louise, Pcesse de Hesse-Cassel | Christian IX, Roi de Danemark ∞ Louise, Pcesse de Hesse-Cassel | Christian IX, Roi de Danemark ∞ Louise, Pcesse de Hesse-Cassel | Christian IX, Roi de Danemark ∞ Louise, Pcesse de Hesse-Cassel | Christian IX, Roi de Danemark ∞ Louise, Pcesse de Hesse-Cassel | Christian IX, Roi de Danemark ∞ Louise, Pcesse de Hesse-Cassel |                                                     |                                                     |                                                     |                                                     |  |  | Constantin, Vice-roi de Pologne Alexandra, Pcesse de Saxe-Altenbourg | Constantin, Vice-roi de Pologne Alexandra, Pcesse de Saxe-Altenbourg | Constantin, Vice-roi de Pologne Alexandra, Pcesse de Saxe-Altenbourg | Constantin, Vice-roi de Pologne Alexandra, Pcesse de Saxe-Altenbourg | Constantin, Vice-roi de Pologne Alexandra, Pcesse de Saxe-Altenbourg | Constantin, Vice-roi de Pologne Alexandra, Pcesse de Saxe-Altenbourg |                                                 |                                                 | Nicolas Ier, Roi de Monténégro ∞ Milena Vukotić            | Nicolas Ier, Roi de Monténégro ∞ Milena Vukotić            | Nicolas Ier, Roi de Monténégro ∞ Milena Vukotić            | Nicolas Ier, Roi de Monténégro ∞ Milena Vukotić            | Nicolas Ier, Roi de Monténégro ∞ Milena Vukotić             | Nicolas Ier, Roi de Monténégro ∞ Milena Vukotić             |                                                             |                                                             |                                                                  |                                                                  |                                                                  |                                                                  |                                                                  |                                                                  |                     |                     | Alexandre, Pce de Hesse-Darmstadt ∞ Julia Hauke      | Alexandre, Pce de Hesse-Darmstadt ∞ Julia Hauke      | Alexandre, Pce de Hesse-Darmstadt ∞ Julia Hauke      | Alexandre, Pce de Hesse-Darmstadt ∞ Julia Hauke      | Alexandre, Pce de Hesse-Darmstadt ∞ Julia Hauke      | Alexandre, Pce de Hesse-Darmstadt ∞ Julia Hauke      |                             |                             |                             |                             |                             |                             |                                                     |                                                     |                                                     |                                                     | Alice, Pcesse du Royaume-Uni ∞ Louis IV, Gd-duc de Hesse-Darmstadt | Alice, Pcesse du Royaume-Uni ∞ Louis IV, Gd-duc de Hesse-Darmstadt | Alice, Pcesse du Royaume-Uni ∞ Louis IV, Gd-duc de Hesse-Darmstadt | Alice, Pcesse du Royaume-Uni ∞ Louis IV, Gd-duc de Hesse-Darmstadt | Alice, Pcesse du Royaume-Uni ∞ Louis IV, Gd-duc de Hesse-Darmstadt | Alice, Pcesse du Royaume-Uni ∞ Louis IV, Gd-duc de Hesse-Darmstadt |  |  | Alfred Ier, Duc de Saxe-Cobourg ∞ Marie, Gde-Dsse de Russie           | Alfred Ier, Duc de Saxe-Cobourg ∞ Marie, Gde-Dsse de Russie           | Alfred Ier, Duc de Saxe-Cobourg ∞ Marie, Gde-Dsse de Russie           | Alfred Ier, Duc de Saxe-Cobourg ∞ Marie, Gde-Dsse de Russie           | Alfred Ier, Duc de Saxe-Cobourg ∞ Marie, Gde-Dsse de Russie           | Alfred Ier, Duc de Saxe-Cobourg ∞ Marie, Gde-Dsse de Russie           |  |  |  |  |  |  |  |  |  |  |  |  |  |  |  |  |  |  |  |  |  |  |  |  |  |  |  |  |  |  |  |  |  |  |  |  |
|  |  |                                                              |                                                              |                                                              |                                                              |                                                                |                                                                |                                                                |                                                                |                                                                |                                                                |                                                     |                                                     |                                                     |                                                     |  |  |                                                                      |                                                                      |                                                                      |                                                                      |                                                                      |                                                                      |                                                 |                                                 |                                                            |                                                            |                                                            |                                                            |                                                             |                                                             |                                                             |                                                             |                                                                  |                                                                  |                                                                  |                                                                  |                                                                  |                                                                  |                     |                     |                                                      |                                                      |                                                      |                                                      |                                                      |                                                      |                             |                             |                             |                             |                             |                             |                                                     |                                                     |                                                     |                                                     |                                                                    |                                                                    |                                                                    |                                                                    |                                                                    |                                                                    |  |  |                                                                       |                                                                       |                                                                       |                                                                       |                                                                       |                                                                       |  |  |  |  |  |  |  |  |  |  |  |  |  |  |  |  |  |  |  |  |  |  |  |  |  |  |  |  |  |  |  |  |  |  |  |  |
|  |  | Dagmar, Pcesse de Danemark ∞ Alexandre III, Tsar de Russie   | Dagmar, Pcesse de Danemark ∞ Alexandre III, Tsar de Russie   | Dagmar, Pcesse de Danemark ∞ Alexandre III, Tsar de Russie   | Dagmar, Pcesse de Danemark ∞ Alexandre III, Tsar de Russie   | Dagmar, Pcesse de Danemark ∞ Alexandre III, Tsar de Russie     | Dagmar, Pcesse de Danemark ∞ Alexandre III, Tsar de Russie     |                                                                |                                                                | Georges Ier, Roi des Hellènes                                  | Georges Ier, Roi des Hellènes                                  | Georges Ier, Roi des Hellènes                       | Georges Ier, Roi des Hellènes                       | Georges Ier, Roi des Hellènes                       | Georges Ier, Roi des Hellènes                       |  |  | Olga, Gde-Dsse de Russie                                             | Olga, Gde-Dsse de Russie                                             | Olga, Gde-Dsse de Russie                                             | Olga, Gde-Dsse de Russie                                             | Olga, Gde-Dsse de Russie                                             | Olga, Gde-Dsse de Russie                                             |                                                 |                                                 | Anne, Pcesse de Monténégro                                 | Anne, Pcesse de Monténégro                                 | Anne, Pcesse de Monténégro                                 | Anne, Pcesse de Monténégro                                 | Anne, Pcesse de Monténégro                                  | Anne, Pcesse de Monténégro                                  |                                                             |                                                             | François-Joseph, Pce de Battenberg                               | François-Joseph, Pce de Battenberg                               | François-Joseph, Pce de Battenberg                               | François-Joseph, Pce de Battenberg                               | François-Joseph, Pce de Battenberg                               | François-Joseph, Pce de Battenberg                               |                     |                     | Alexandre Ier, Pce de Bulgarie ∞ Jeanne Loisinger    | Alexandre Ier, Pce de Bulgarie ∞ Jeanne Loisinger    | Alexandre Ier, Pce de Bulgarie ∞ Jeanne Loisinger    | Alexandre Ier, Pce de Bulgarie ∞ Jeanne Loisinger    | Alexandre Ier, Pce de Bulgarie ∞ Jeanne Loisinger    | Alexandre Ier, Pce de Bulgarie ∞ Jeanne Loisinger    |                             |                             | Louis, Pce de Battenberg    | Louis, Pce de Battenberg    | Louis, Pce de Battenberg    | Louis, Pce de Battenberg    | Louis, Pce de Battenberg                            | Louis, Pce de Battenberg                            |                                                     |                                                     | Victoria, Pcesse de Hesse-Darmstadt                                | Victoria, Pcesse de Hesse-Darmstadt                                | Victoria, Pcesse de Hesse-Darmstadt                                | Victoria, Pcesse de Hesse-Darmstadt                                | Victoria, Pcesse de Hesse-Darmstadt                                | Victoria, Pcesse de Hesse-Darmstadt                                |  |  | Marie, Pcesse de Saxe-Cobourg ∞ Ferdinand Ier, Roi de Roumanie        | Marie, Pcesse de Saxe-Cobourg ∞ Ferdinand Ier, Roi de Roumanie        | Marie, Pcesse de Saxe-Cobourg ∞ Ferdinand Ier, Roi de Roumanie        | Marie, Pcesse de Saxe-Cobourg ∞ Ferdinand Ier, Roi de Roumanie        | Marie, Pcesse de Saxe-Cobourg ∞ Ferdinand Ier, Roi de Roumanie        | Marie, Pcesse de Saxe-Cobourg ∞ Ferdinand Ier, Roi de Roumanie        |  |  |  |  |  |  |  |  |  |  |  |  |  |  |  |  |  |  |  |  |  |  |  |  |  |  |  |  |  |  |  |  |  |  |  |  |
|  |  | Dagmar, Pcesse de Danemark ∞ Alexandre III, Tsar de Russie   | Dagmar, Pcesse de Danemark ∞ Alexandre III, Tsar de Russie   | Dagmar, Pcesse de Danemark ∞ Alexandre III, Tsar de Russie   | Dagmar, Pcesse de Danemark ∞ Alexandre III, Tsar de Russie   | Dagmar, Pcesse de Danemark ∞ Alexandre III, Tsar de Russie     | Dagmar, Pcesse de Danemark ∞ Alexandre III, Tsar de Russie     |                                                                |                                                                | Georges Ier, Roi des Hellènes                                  | Georges Ier, Roi des Hellènes                                  | Georges Ier, Roi des Hellènes                       | Georges Ier, Roi des Hellènes                       | Georges Ier, Roi des Hellènes                       | Georges Ier, Roi des Hellènes                       |  |  | Olga, Gde-Dsse de Russie                                             | Olga, Gde-Dsse de Russie                                             | Olga, Gde-Dsse de Russie                                             | Olga, Gde-Dsse de Russie                                             | Olga, Gde-Dsse de Russie                                             | Olga, Gde-Dsse de Russie                                             |                                                 |                                                 | Anne, Pcesse de Monténégro                                 | Anne, Pcesse de Monténégro                                 | Anne, Pcesse de Monténégro                                 | Anne, Pcesse de Monténégro                                 | Anne, Pcesse de Monténégro                                  | Anne, Pcesse de Monténégro                                  |                                                             |                                                             | François-Joseph, Pce de Battenberg                               | François-Joseph, Pce de Battenberg                               | François-Joseph, Pce de Battenberg                               | François-Joseph, Pce de Battenberg                               | François-Joseph, Pce de Battenberg                               | François-Joseph, Pce de Battenberg                               |                     |                     | Alexandre Ier, Pce de Bulgarie ∞ Jeanne Loisinger    | Alexandre Ier, Pce de Bulgarie ∞ Jeanne Loisinger    | Alexandre Ier, Pce de Bulgarie ∞ Jeanne Loisinger    | Alexandre Ier, Pce de Bulgarie ∞ Jeanne Loisinger    | Alexandre Ier, Pce de Bulgarie ∞ Jeanne Loisinger    | Alexandre Ier, Pce de Bulgarie ∞ Jeanne Loisinger    |                             |                             | Louis, Pce de Battenberg    | Louis, Pce de Battenberg    | Louis, Pce de Battenberg    | Louis, Pce de Battenberg    | Louis, Pce de Battenberg                            | Louis, Pce de Battenberg                            |                                                     |                                                     | Victoria, Pcesse de Hesse-Darmstadt                                | Victoria, Pcesse de Hesse-Darmstadt                                | Victoria, Pcesse de Hesse-Darmstadt                                | Victoria, Pcesse de Hesse-Darmstadt                                | Victoria, Pcesse de Hesse-Darmstadt                                | Victoria, Pcesse de Hesse-Darmstadt                                |  |  | Marie, Pcesse de Saxe-Cobourg ∞ Ferdinand Ier, Roi de Roumanie        | Marie, Pcesse de Saxe-Cobourg ∞ Ferdinand Ier, Roi de Roumanie        | Marie, Pcesse de Saxe-Cobourg ∞ Ferdinand Ier, Roi de Roumanie        | Marie, Pcesse de Saxe-Cobourg ∞ Ferdinand Ier, Roi de Roumanie        | Marie, Pcesse de Saxe-Cobourg ∞ Ferdinand Ier, Roi de Roumanie        | Marie, Pcesse de Saxe-Cobourg ∞ Ferdinand Ier, Roi de Roumanie        |  |  |  |  |  |  |  |  |  |  |  |  |  |  |  |  |  |  |  |  |  |  |  |  |  |  |  |  |  |  |  |  |  |  |  |  |
|  |  |                                                              |                                                              |                                                              |                                                              |                                                                |                                                                |                                                                |                                                                |                                                                |                                                                |                                                     |                                                     |                                                     |                                                     |  |  |                                                                      |                                                                      |                                                                      |                                                                      |                                                                      |                                                                      |                                                 |                                                 |                                                            |                                                            |                                                            |                                                            |                                                             |                                                             |                                                             |                                                             |                                                                  |                                                                  |                                                                  |                                                                  |                                                                  |                                                                  |                     |                     |                                                      |                                                      |                                                      |                                                      |                                                      |                                                      |                             |                             |                             |                             |                             |                             |                                                     |                                                     |                                                     |                                                     |                                                                    |                                                                    |                                                                    |                                                                    |                                                                    |                                                                    |  |  |                                                                       |                                                                       |                                                                       |                                                                       |                                                                       |                                                                       |  |  |  |  |  |  |  |  |  |  |  |  |  |  |  |  |  |  |  |  |  |  |  |  |  |  |  |  |  |  |  |  |  |  |  |  |
|  |  |                                                              |                                                              |                                                              |                                                              |                                                                |                                                                |                                                                |                                                                |                                                                |                                                                |                                                     |                                                     |                                                     |                                                     |  |  |                                                                      |                                                                      |                                                                      |                                                                      |                                                                      |                                                                      |                                                 |                                                 |                                                            |                                                            |                                                            |                                                            |                                                             |                                                             |                                                             |                                                             |                                                                  |                                                                  |                                                                  |                                                                  |                                                                  |                                                                  |                     |                     |                                                      |                                                      |                                                      |                                                      |                                                      |                                                      |                             |                             |                             |                             |                             |                             |                                                     |                                                     |                                                     |                                                     |                                                                    |                                                                    |                                                                    |                                                                    |                                                                    |                                                                    |  |  |                                                                       |                                                                       |                                                                       |                                                                       |                                                                       |                                                                       |  |  |  |  |  |  |  |  |  |  |  |  |  |  |  |  |  |  |  |  |  |  |  |  |  |  |  |  |  |  |  |  |  |  |  |  |
|  |  | Nicolas II, Tsar de Russie ∞ Alix, Pcesse de Hesse-Darmstadt | Nicolas II, Tsar de Russie ∞ Alix, Pcesse de Hesse-Darmstadt | Nicolas II, Tsar de Russie ∞ Alix, Pcesse de Hesse-Darmstadt | Nicolas II, Tsar de Russie ∞ Alix, Pcesse de Hesse-Darmstadt | Nicolas II, Tsar de Russie ∞ Alix, Pcesse de Hesse-Darmstadt   | Nicolas II, Tsar de Russie ∞ Alix, Pcesse de Hesse-Darmstadt   |                                                                |                                                                | Nicolas, Pce de Grèce ∞ Hélène, Gde-Dsse de Russie             | Nicolas, Pce de Grèce ∞ Hélène, Gde-Dsse de Russie             | Nicolas, Pce de Grèce ∞ Hélène, Gde-Dsse de Russie  | Nicolas, Pce de Grèce ∞ Hélène, Gde-Dsse de Russie  | Nicolas, Pce de Grèce ∞ Hélène, Gde-Dsse de Russie  | Nicolas, Pce de Grèce ∞ Hélène, Gde-Dsse de Russie  |  |  |                                                                      |                                                                      | Georges, Pce de Grèce ∞ Marie, Pcesse Bonaparte                      | Georges, Pce de Grèce ∞ Marie, Pcesse Bonaparte                      | Georges, Pce de Grèce ∞ Marie, Pcesse Bonaparte                      | Georges, Pce de Grèce ∞ Marie, Pcesse Bonaparte                      | Georges, Pce de Grèce ∞ Marie, Pcesse Bonaparte | Georges, Pce de Grèce ∞ Marie, Pcesse Bonaparte |                                                            |                                                            |                                                            |                                                            | Constantin Ier, Roi des Hellènes ∞ Sophie, Pcesse de Prusse | Constantin Ier, Roi des Hellènes ∞ Sophie, Pcesse de Prusse | Constantin Ier, Roi des Hellènes ∞ Sophie, Pcesse de Prusse | Constantin Ier, Roi des Hellènes ∞ Sophie, Pcesse de Prusse | Constantin Ier, Roi des Hellènes ∞ Sophie, Pcesse de Prusse      | Constantin Ier, Roi des Hellènes ∞ Sophie, Pcesse de Prusse      |                                                                  |                                                                  |                                                                  |                                                                  | André, Pce de Grèce | André, Pce de Grèce | André, Pce de Grèce                                  | André, Pce de Grèce                                  | André, Pce de Grèce                                  | André, Pce de Grèce                                  |                                                      |                                                      | Alice, Pcesse de Battenberg | Alice, Pcesse de Battenberg | Alice, Pcesse de Battenberg | Alice, Pcesse de Battenberg | Alice, Pcesse de Battenberg | Alice, Pcesse de Battenberg |                                                     |                                                     |                                                     |                                                     | Nicolas, Régent de Roumanie ∞ Ioana Dumitrescu-Doletti             | Nicolas, Régent de Roumanie ∞ Ioana Dumitrescu-Doletti             | Nicolas, Régent de Roumanie ∞ Ioana Dumitrescu-Doletti             | Nicolas, Régent de Roumanie ∞ Ioana Dumitrescu-Doletti             | Nicolas, Régent de Roumanie ∞ Ioana Dumitrescu-Doletti             | Nicolas, Régent de Roumanie ∞ Ioana Dumitrescu-Doletti             |  |  | Marie, Pcesse de Roumanie ∞ Alexandre Ier, Roi de Yougoslavie         | Marie, Pcesse de Roumanie ∞ Alexandre Ier, Roi de Yougoslavie         | Marie, Pcesse de Roumanie ∞ Alexandre Ier, Roi de Yougoslavie         | Marie, Pcesse de Roumanie ∞ Alexandre Ier, Roi de Yougoslavie         | Marie, Pcesse de Roumanie ∞ Alexandre Ier, Roi de Yougoslavie         | Marie, Pcesse de Roumanie ∞ Alexandre Ier, Roi de Yougoslavie         |  |  |  |  |  |  |  |  |  |  |  |  |  |  |  |  |  |  |  |  |  |  |  |  |  |  |  |  |  |  |  |  |  |  |  |  |
|  |  | Nicolas II, Tsar de Russie ∞ Alix, Pcesse de Hesse-Darmstadt | Nicolas II, Tsar de Russie ∞ Alix, Pcesse de Hesse-Darmstadt | Nicolas II, Tsar de Russie ∞ Alix, Pcesse de Hesse-Darmstadt | Nicolas II, Tsar de Russie ∞ Alix, Pcesse de Hesse-Darmstadt | Nicolas II, Tsar de Russie ∞ Alix, Pcesse de Hesse-Darmstadt   | Nicolas II, Tsar de Russie ∞ Alix, Pcesse de Hesse-Darmstadt   |                                                                |                                                                | Nicolas, Pce de Grèce ∞ Hélène, Gde-Dsse de Russie             | Nicolas, Pce de Grèce ∞ Hélène, Gde-Dsse de Russie             | Nicolas, Pce de Grèce ∞ Hélène, Gde-Dsse de Russie  | Nicolas, Pce de Grèce ∞ Hélène, Gde-Dsse de Russie  | Nicolas, Pce de Grèce ∞ Hélène, Gde-Dsse de Russie  | Nicolas, Pce de Grèce ∞ Hélène, Gde-Dsse de Russie  |  |  |                                                                      |                                                                      | Georges, Pce de Grèce ∞ Marie, Pcesse Bonaparte                      | Georges, Pce de Grèce ∞ Marie, Pcesse Bonaparte                      | Georges, Pce de Grèce ∞ Marie, Pcesse Bonaparte                      | Georges, Pce de Grèce ∞ Marie, Pcesse Bonaparte                      | Georges, Pce de Grèce ∞ Marie, Pcesse Bonaparte | Georges, Pce de Grèce ∞ Marie, Pcesse Bonaparte |                                                            |                                                            |                                                            |                                                            | Constantin Ier, Roi des Hellènes ∞ Sophie, Pcesse de Prusse | Constantin Ier, Roi des Hellènes ∞ Sophie, Pcesse de Prusse | Constantin Ier, Roi des Hellènes ∞ Sophie, Pcesse de Prusse | Constantin Ier, Roi des Hellènes ∞ Sophie, Pcesse de Prusse | Constantin Ier, Roi des Hellènes ∞ Sophie, Pcesse de Prusse      | Constantin Ier, Roi des Hellènes ∞ Sophie, Pcesse de Prusse      |                                                                  |                                                                  |                                                                  |                                                                  | André, Pce de Grèce | André, Pce de Grèce | André, Pce de Grèce                                  | André, Pce de Grèce                                  | André, Pce de Grèce                                  | André, Pce de Grèce                                  |                                                      |                                                      | Alice, Pcesse de Battenberg | Alice, Pcesse de Battenberg | Alice, Pcesse de Battenberg | Alice, Pcesse de Battenberg | Alice, Pcesse de Battenberg | Alice, Pcesse de Battenberg |                                                     |                                                     |                                                     |                                                     | Nicolas, Régent de Roumanie ∞ Ioana Dumitrescu-Doletti             | Nicolas, Régent de Roumanie ∞ Ioana Dumitrescu-Doletti             | Nicolas, Régent de Roumanie ∞ Ioana Dumitrescu-Doletti             | Nicolas, Régent de Roumanie ∞ Ioana Dumitrescu-Doletti             | Nicolas, Régent de Roumanie ∞ Ioana Dumitrescu-Doletti             | Nicolas, Régent de Roumanie ∞ Ioana Dumitrescu-Doletti             |  |  | Marie, Pcesse de Roumanie ∞ Alexandre Ier, Roi de Yougoslavie         | Marie, Pcesse de Roumanie ∞ Alexandre Ier, Roi de Yougoslavie         | Marie, Pcesse de Roumanie ∞ Alexandre Ier, Roi de Yougoslavie         | Marie, Pcesse de Roumanie ∞ Alexandre Ier, Roi de Yougoslavie         | Marie, Pcesse de Roumanie ∞ Alexandre Ier, Roi de Yougoslavie         | Marie, Pcesse de Roumanie ∞ Alexandre Ier, Roi de Yougoslavie         |  |  |  |  |  |  |  |  |  |  |  |  |  |  |  |  |  |  |  |  |  |  |  |  |  |  |  |  |  |  |  |  |  |  |  |  |
|  |  |                                                              |                                                              |                                                              |                                                              |                                                                |                                                                |                                                                |                                                                |                                                                |                                                                |                                                     |                                                     |                                                     |                                                     |  |  |                                                                      |                                                                      |                                                                      |                                                                      |                                                                      |                                                                      |                                                 |                                                 |                                                            |                                                            |                                                            |                                                            |                                                             |                                                             |                                                             |                                                             |                                                                  |                                                                  |                                                                  |                                                                  |                                                                  |                                                                  |                     |                     |                                                      |                                                      |                                                      |                                                      |                                                      |                                                      |                             |                             |                             |                             |                             |                             |                                                     |                                                     |                                                     |                                                     |                                                                    |                                                                    |                                                                    |                                                                    |                                                                    |                                                                    |  |  |                                                                       |                                                                       |                                                                       |                                                                       |                                                                       |                                                                       |  |  |  |  |  |  |  |  |  |  |  |  |  |  |  |  |  |  |  |  |  |  |  |  |  |  |  |  |  |  |  |  |  |  |  |  |
|  |  |                                                              |                                                              |                                                              |                                                              |                                                                |                                                                |                                                                |                                                                |                                                                |                                                                |                                                     |                                                     |                                                     |                                                     |  |  |                                                                      |                                                                      |                                                                      |                                                                      |                                                                      |                                                                      |                                                 |                                                 |                                                            |                                                            |                                                            |                                                            |                                                             |                                                             |                                                             |                                                             |                                                                  |                                                                  |                                                                  |                                                                  |                                                                  |                                                                  |                     |                     |                                                      |                                                      |                                                      |                                                      |                                                      |                                                      |                             |                             |                             |                             |                             |                             |                                                     |                                                     |                                                     |                                                     |                                                                    |                                                                    |                                                                    |                                                                    |                                                                    |                                                                    |  |  |                                                                       |                                                                       |                                                                       |                                                                       |                                                                       |                                                                       |  |  |  |  |  |  |  |  |  |  |  |  |  |  |  |  |  |  |  |  |  |  |  |  |  |  |  |  |  |  |  |  |  |  |  |  |
|  |  | Alexis, Tsarévitch de Russie                                 | Alexis, Tsarévitch de Russie                                 | Alexis, Tsarévitch de Russie                                 | Alexis, Tsarévitch de Russie                                 | Alexis, Tsarévitch de Russie                                   | Alexis, Tsarévitch de Russie                                   |                                                                |                                                                | Olga, Pcesse de Grèce ∞ Paul, Régent de Yougoslavie            | Olga, Pcesse de Grèce ∞ Paul, Régent de Yougoslavie            | Olga, Pcesse de Grèce ∞ Paul, Régent de Yougoslavie | Olga, Pcesse de Grèce ∞ Paul, Régent de Yougoslavie | Olga, Pcesse de Grèce ∞ Paul, Régent de Yougoslavie | Olga, Pcesse de Grèce ∞ Paul, Régent de Yougoslavie |  |  | Georges II, Roi des Hellènes ∞ Élisabeth, Pcesse de Roumanie         | Georges II, Roi des Hellènes ∞ Élisabeth, Pcesse de Roumanie         | Georges II, Roi des Hellènes ∞ Élisabeth, Pcesse de Roumanie         | Georges II, Roi des Hellènes ∞ Élisabeth, Pcesse de Roumanie         | Georges II, Roi des Hellènes ∞ Élisabeth, Pcesse de Roumanie         | Georges II, Roi des Hellènes ∞ Élisabeth, Pcesse de Roumanie         |                                                 |                                                 | Alexandre Ier, Roi des Hellènes ∞ Aspasía Mános            | Alexandre Ier, Roi des Hellènes ∞ Aspasía Mános            | Alexandre Ier, Roi des Hellènes ∞ Aspasía Mános            | Alexandre Ier, Roi des Hellènes ∞ Aspasía Mános            | Alexandre Ier, Roi des Hellènes ∞ Aspasía Mános             | Alexandre Ier, Roi des Hellènes ∞ Aspasía Mános             |                                                             |                                                             | Paul Ier, Roi des Hellènes ∞ Frederika, Pcesse de Hanovre        | Paul Ier, Roi des Hellènes ∞ Frederika, Pcesse de Hanovre        | Paul Ier, Roi des Hellènes ∞ Frederika, Pcesse de Hanovre        | Paul Ier, Roi des Hellènes ∞ Frederika, Pcesse de Hanovre        | Paul Ier, Roi des Hellènes ∞ Frederika, Pcesse de Hanovre        | Paul Ier, Roi des Hellènes ∞ Frederika, Pcesse de Hanovre        |                     |                     | Irène, Pcesse de Grèce ∞ Tomislav II, Roi de Croatie | Irène, Pcesse de Grèce ∞ Tomislav II, Roi de Croatie | Irène, Pcesse de Grèce ∞ Tomislav II, Roi de Croatie | Irène, Pcesse de Grèce ∞ Tomislav II, Roi de Croatie | Irène, Pcesse de Grèce ∞ Tomislav II, Roi de Croatie | Irène, Pcesse de Grèce ∞ Tomislav II, Roi de Croatie |                             |                             | Hélène, Pcesse de Grèce     | Hélène, Pcesse de Grèce     | Hélène, Pcesse de Grèce     | Hélène, Pcesse de Grèce     | Hélène, Pcesse de Grèce                             | Hélène, Pcesse de Grèce                             |                                                     |                                                     | Carol II, Roi de Roumanie                                          | Carol II, Roi de Roumanie                                          | Carol II, Roi de Roumanie                                          | Carol II, Roi de Roumanie                                          | Carol II, Roi de Roumanie                                          | Carol II, Roi de Roumanie                                          |  |  | Pierre II, Roi de Yougoslavie ∞ Alexandra, Pcesse de Grèce            | Pierre II, Roi de Yougoslavie ∞ Alexandra, Pcesse de Grèce            | Pierre II, Roi de Yougoslavie ∞ Alexandra, Pcesse de Grèce            | Pierre II, Roi de Yougoslavie ∞ Alexandra, Pcesse de Grèce            | Pierre II, Roi de Yougoslavie ∞ Alexandra, Pcesse de Grèce            | Pierre II, Roi de Yougoslavie ∞ Alexandra, Pcesse de Grèce            |  |  |  |  |  |  |  |  |  |  |  |  |  |  |  |  |  |  |  |  |  |  |  |  |  |  |  |  |  |  |  |  |  |  |  |  |
|  |  | Alexis, Tsarévitch de Russie                                 | Alexis, Tsarévitch de Russie                                 | Alexis, Tsarévitch de Russie                                 | Alexis, Tsarévitch de Russie                                 | Alexis, Tsarévitch de Russie                                   | Alexis, Tsarévitch de Russie                                   |                                                                |                                                                | Olga, Pcesse de Grèce ∞ Paul, Régent de Yougoslavie            | Olga, Pcesse de Grèce ∞ Paul, Régent de Yougoslavie            | Olga, Pcesse de Grèce ∞ Paul, Régent de Yougoslavie | Olga, Pcesse de Grèce ∞ Paul, Régent de Yougoslavie | Olga, Pcesse de Grèce ∞ Paul, Régent de Yougoslavie | Olga, Pcesse de Grèce ∞ Paul, Régent de Yougoslavie |  |  | Georges II, Roi des Hellènes ∞ Élisabeth, Pcesse de Roumanie         | Georges II, Roi des Hellènes ∞ Élisabeth, Pcesse de Roumanie         | Georges II, Roi des Hellènes ∞ Élisabeth, Pcesse de Roumanie         | Georges II, Roi des Hellènes ∞ Élisabeth, Pcesse de Roumanie         | Georges II, Roi des Hellènes ∞ Élisabeth, Pcesse de Roumanie         | Georges II, Roi des Hellènes ∞ Élisabeth, Pcesse de Roumanie         |                                                 |                                                 | Alexandre Ier, Roi des Hellènes ∞ Aspasía Mános            | Alexandre Ier, Roi des Hellènes ∞ Aspasía Mános            | Alexandre Ier, Roi des Hellènes ∞ Aspasía Mános            | Alexandre Ier, Roi des Hellènes ∞ Aspasía Mános            | Alexandre Ier, Roi des Hellènes ∞ Aspasía Mános             | Alexandre Ier, Roi des Hellènes ∞ Aspasía Mános             |                                                             |                                                             | Paul Ier, Roi des Hellènes ∞ Frederika, Pcesse de Hanovre        | Paul Ier, Roi des Hellènes ∞ Frederika, Pcesse de Hanovre        | Paul Ier, Roi des Hellènes ∞ Frederika, Pcesse de Hanovre        | Paul Ier, Roi des Hellènes ∞ Frederika, Pcesse de Hanovre        | Paul Ier, Roi des Hellènes ∞ Frederika, Pcesse de Hanovre        | Paul Ier, Roi des Hellènes ∞ Frederika, Pcesse de Hanovre        |                     |                     | Irène, Pcesse de Grèce ∞ Tomislav II, Roi de Croatie | Irène, Pcesse de Grèce ∞ Tomislav II, Roi de Croatie | Irène, Pcesse de Grèce ∞ Tomislav II, Roi de Croatie | Irène, Pcesse de Grèce ∞ Tomislav II, Roi de Croatie | Irène, Pcesse de Grèce ∞ Tomislav II, Roi de Croatie | Irène, Pcesse de Grèce ∞ Tomislav II, Roi de Croatie |                             |                             | Hélène, Pcesse de Grèce     | Hélène, Pcesse de Grèce     | Hélène, Pcesse de Grèce     | Hélène, Pcesse de Grèce     | Hélène, Pcesse de Grèce                             | Hélène, Pcesse de Grèce                             |                                                     |                                                     | Carol II, Roi de Roumanie                                          | Carol II, Roi de Roumanie                                          | Carol II, Roi de Roumanie                                          | Carol II, Roi de Roumanie                                          | Carol II, Roi de Roumanie                                          | Carol II, Roi de Roumanie                                          |  |  | Pierre II, Roi de Yougoslavie ∞ Alexandra, Pcesse de Grèce            | Pierre II, Roi de Yougoslavie ∞ Alexandra, Pcesse de Grèce            | Pierre II, Roi de Yougoslavie ∞ Alexandra, Pcesse de Grèce            | Pierre II, Roi de Yougoslavie ∞ Alexandra, Pcesse de Grèce            | Pierre II, Roi de Yougoslavie ∞ Alexandra, Pcesse de Grèce            | Pierre II, Roi de Yougoslavie ∞ Alexandra, Pcesse de Grèce            |  |  |  |  |  |  |  |  |  |  |  |  |  |  |  |  |  |  |  |  |  |  |  |  |  |  |  |  |  |  |  |  |  |  |  |  |
|  |  |                                                              |                                                              |                                                              |                                                              |                                                                |                                                                |                                                                |                                                                |                                                                |                                                                |                                                     |                                                     |                                                     |                                                     |  |  |                                                                      |                                                                      |                                                                      |                                                                      |                                                                      |                                                                      |                                                 |                                                 |                                                            |                                                            |                                                            |                                                            |                                                             |                                                             |                                                             |                                                             |                                                                  |                                                                  |                                                                  |                                                                  |                                                                  |                                                                  |                     |                     |                                                      |                                                      |                                                      |                                                      |                                                      |                                                      |                             |                             |                             |                             |                             |                             |                                                     |                                                     |                                                     |                                                     |                                                                    |                                                                    |                                                                    |                                                                    |                                                                    |                                                                    |  |  |                                                                       |                                                                       |                                                                       |                                                                       |                                                                       |                                                                       |  |  |  |  |  |  |  |  |  |  |  |  |  |  |  |  |  |  |  |  |  |  |  |  |  |  |  |  |  |  |  |  |  |  |  |  |
|  |  |                                                              |                                                              |                                                              |                                                              |                                                                |                                                                |                                                                |                                                                |                                                                |                                                                |                                                     |                                                     |                                                     |                                                     |  |  |                                                                      |                                                                      |                                                                      |                                                                      |                                                                      |                                                                      |                                                 |                                                 | Alexandra, Pcesse de Grèce ∞ Pierre II, Roi de Yougoslavie | Alexandra, Pcesse de Grèce ∞ Pierre II, Roi de Yougoslavie | Alexandra, Pcesse de Grèce ∞ Pierre II, Roi de Yougoslavie | Alexandra, Pcesse de Grèce ∞ Pierre II, Roi de Yougoslavie | Alexandra, Pcesse de Grèce ∞ Pierre II, Roi de Yougoslavie  | Alexandra, Pcesse de Grèce ∞ Pierre II, Roi de Yougoslavie  |                                                             |                                                             | Constantin II, Roi des Hellènes ∞ Anne-Marie, Pcesse de Danemark | Constantin II, Roi des Hellènes ∞ Anne-Marie, Pcesse de Danemark | Constantin II, Roi des Hellènes ∞ Anne-Marie, Pcesse de Danemark | Constantin II, Roi des Hellènes ∞ Anne-Marie, Pcesse de Danemark | Constantin II, Roi des Hellènes ∞ Anne-Marie, Pcesse de Danemark | Constantin II, Roi des Hellènes ∞ Anne-Marie, Pcesse de Danemark |                     |                     |                                                      |                                                      |                                                      |                                                      |                                                      |                                                      |                             |                             |                             |                             |                             |                             | Michel Ier, Roi de Roumanie ∞ Anne, Pcesse de Parme | Michel Ier, Roi de Roumanie ∞ Anne, Pcesse de Parme | Michel Ier, Roi de Roumanie ∞ Anne, Pcesse de Parme | Michel Ier, Roi de Roumanie ∞ Anne, Pcesse de Parme | Michel Ier, Roi de Roumanie ∞ Anne, Pcesse de Parme                | Michel Ier, Roi de Roumanie ∞ Anne, Pcesse de Parme                |                                                                    |                                                                    |                                                                    |                                                                    |  |  | Alexandre, Pce de Serbie ∞ Maria da Glória, Pcesse d'Orléans-Bragance | Alexandre, Pce de Serbie ∞ Maria da Glória, Pcesse d'Orléans-Bragance | Alexandre, Pce de Serbie ∞ Maria da Glória, Pcesse d'Orléans-Bragance | Alexandre, Pce de Serbie ∞ Maria da Glória, Pcesse d'Orléans-Bragance | Alexandre, Pce de Serbie ∞ Maria da Glória, Pcesse d'Orléans-Bragance | Alexandre, Pce de Serbie ∞ Maria da Glória, Pcesse d'Orléans-Bragance |  |  |  |  |  |  |  |  |  |  |  |  |  |  |  |  |  |  |  |  |  |  |  |  |  |  |  |  |  |  |  |  |  |  |  |  |

### Publication d'André
- (en) Prince Andrew of Greece, Towards Disaster : The Greek Army in Asia Minor in 1921, Londres, John Murray, 1930.

### Sur André, son épouse Alice et leur fils Philippe
- (en) Gyles Brandreth, Philip and Elizabeth : Portrait of a Marriage, Londres, Century, 2004 (ISBN 0-7126-6103-4).
- (fr) Philippe Delorme, Philippe d'Édimbourg : Une vie au service de Sa Majesté, Paris, Tallandier, 2017, 301 p. (ISBN 979-10-210-2035-1).
- (en) Philip Eade, Young Prince Philip : His Turbulent Early Life, HarperPress, 2012, 384 p. (ISBN 978-0-00-730539-1 et 0-00-730539-7).
- (en) Tim Heald, The Duke : A Portrait of Prince Philip, Londres, Hodder and Stoughton, 1991, 274 p. (ISBN 0-340-54607-7).
- (en) Hugo Vickers, Alice : Princess Andrew of Greece, Londres, Hamish Hamilton, 2000, 477 p. (ISBN 0-241-13686-5).

### Sur André et la famille royale de Grèce en général
- (en) Arturo E. Beéche, Michael of Greece et Helen Hemis-Markesinis, The Royal Hellenic dynasty, Eurohistory, 2007, 182 p. (ISBN 978-0-9771961-5-9 et 0-9771961-5-1).
- (fr) Celia Bertin, Marie Bonaparte, Paris, Perrin, 1999, 433 p. (ISBN 2-262-01602-X).
- (es) Ricardo Mateos Sainz de Medrano, La Familia de la Reina Sofía : La Dinastía griega, la Casa de Hannover y los reales primos de Europa, Madrid, La Esfera de los Libros, 2004, 573 p. (ISBN 84-9734-195-3).
- (en) Alan Palmer et Michael of Greece, The Royal House of Greece, Weidenfeld Nicolson Illustrated, 1990 (ISBN 0-297-83060-0).
- (en) John Van der Kiste, Kings of the Hellenes : The Greek Kings, 1863-1974, Sutton Publishing, 1994, 200 p. (ISBN 0-7509-2147-1).

### Histoire de la Grèce
- (en) Richard Clogg, A Concise History of Greece, Cambridge, Cambridge University Press, 2010, 292 p. (ISBN 978-0-521-00479-4, lire en ligne).
- (fr) Édouard Driault et Michel Lhéritier, Histoire diplomatique de la Grèce de 1821 à nos jours : Suite du règne de Georges Ier jusqu'à la Révolution turque (1878-1908). Hellènisme et Germanisme, t. IV, PUF, 1926 (lire en ligne).
- (fr) Édouard Driault et Michel Lhéritier, Histoire diplomatique de la Grèce de 1821 à nos jours : La Grèce et la Grande Guerre. De la Révolution turque jusqu'au Traité de Lausanne (1908-1923), t. V, PUF, 1926 (lire en ligne).
- (fr) Marc Terrades, Le Drame de l'hellénisme : Ion Dragoumis (1878-1920) et la question nationale en Grèce au début du XXe siècle, Paris/Budapest/Torino, L'Harmattan, 2005, 408 p. (ISBN 978-2-7475-7788-5 et 2747577880, lire en ligne).

### Nécrologies du prince
- (fr) « Décès de S.A.R. le prince André de Grèce », Le Monde,‎ 24 mai 1947 (lire en ligne ).